# Caridad Mercader
Eustacia María Caridad del Río Hernández (* 29. März 1892 in Santiago de Cuba; † 1975 in Paris), besser bekannt als Caridad del Río, Caridad Mercader oder Caritat Mercader – nach dem Nachnamen ihres Ehemannes –, war ein katalanisches Mitglied der Kommunistischen Partei Spaniens (PCE) und Agentin des sowjetischen NKWD. Bekannt ist sie vor allem als Ramón Mercaders Mutter, des Mörders von Leo Trotzki, sowie wegen ihrer persönlichen Teilnahme an jener Operation.
Caridad Mercader stammte aus einer begüterten Familie hispanoamerikanischen Ursprungs aus dem Barcelona von Anfang des 20. Jahrhunderts. Als junges Mädchen heiratete sie Pablo Mercader, einen Abkömmling der industriellen Bourgeoisie Barcelonas, dessen Nachnamen sie annahm und mit dem sie fünf Kinder hatte. Nach Auflösung ihrer Ehe mit Pablo Mercader entfernte sie sich von ihrer Familie und wandte sich von ihren gesellschaftlichen Kreisen ab. Sie frequentierte anarchistische Kreise und schloss sich schließlich der kommunistischen Bewegung an. Sie nahm an den Kämpfen zur Niederwerfung des Militäraufstands in Barcelona teil und reihte sich in die Kolonnen ein, die von dort aus zur Aragonesischen Front aufbrachen, wo sie verletzt wurde, weshalb sie in die Etappe zurückkehren musste.
In den Reihen der PSUC, erreichte sie gewisse Berühmtheit (sie wurde als die „katalanische Pasionaria“ vorgestellt). Gegen Ende 1936 nahm sie in leitender Stellung an einer Propagandamission nach Mexiko teil und wurde danach zu einer Agentin des NKWD in Spanien. Ihr Sohn Ramón, auch ein Mitglied der PSUC und Offizier in der republikanischen Armee, wurde gleichfalls im Laufe des Krieges von den sowjetischen Geheimdiensten rekrutiert – wahrscheinlich durch Vermittlung seiner Mutter – und dazu ausgebildet, um Leo Trotzki zu beseitigen, der sich in Mexiko im Exil aufhielt. Caridad, die sich 1937 in Paris niedergelassen hatte, nahm auch an der Operation teil, aber als Ramón nach der Ermordung Trotzkis verhaftet wurde, gelang es ihr, aus Mexiko auszureisen und in die Sowjetunion zu gelangen, wo sie mit Ehrerweisungen empfangen wurde. Dort nahm sie aktiv an den Konflikten unter den diversen Fraktionen der spanischen Kommunisten im Exil teil.
Im Jahr 1944 erlangte sie die Erlaubnis, das Land zu verlassen, um die Freilassung ihres Sohnes zu erwirken. Aber sie reiste, unter Verletzung der vereinbarten Bedingungen, nach Mexiko, wo eine verdeckte Operation mit dem Ziel stattfand, die Flucht von Ramón Mercader aus dem Gefängnis zu ermöglichen. Die Anwesenheit von Caridad Mercader erwies sich als kontraproduktiv, denn die mexikanischen Behörden verschärften seine Haftbedingungen und die Sowjets gaben die Operation auf, ohne seine Freiheit bewirkt zu haben. Ramón vergab seiner Mutter nie deren Einmischung.
Nach dem Fehlschlagen der Operation, ließ sich Caridad in Paris nieder, wo sie von einer sowjetischen Pension lebte. Sie reiste gelegentlich in die Sowjetunion, um ihre Söhne Luis und Ramón zu besuchen. Letzterer hatte sich nach Verbüßung seiner Haftstrafe in Mexiko dort niedergelassen. Sie starb in der französischen Hauptstadt im Jahr 1975.

## Leben

### Erste Jahre

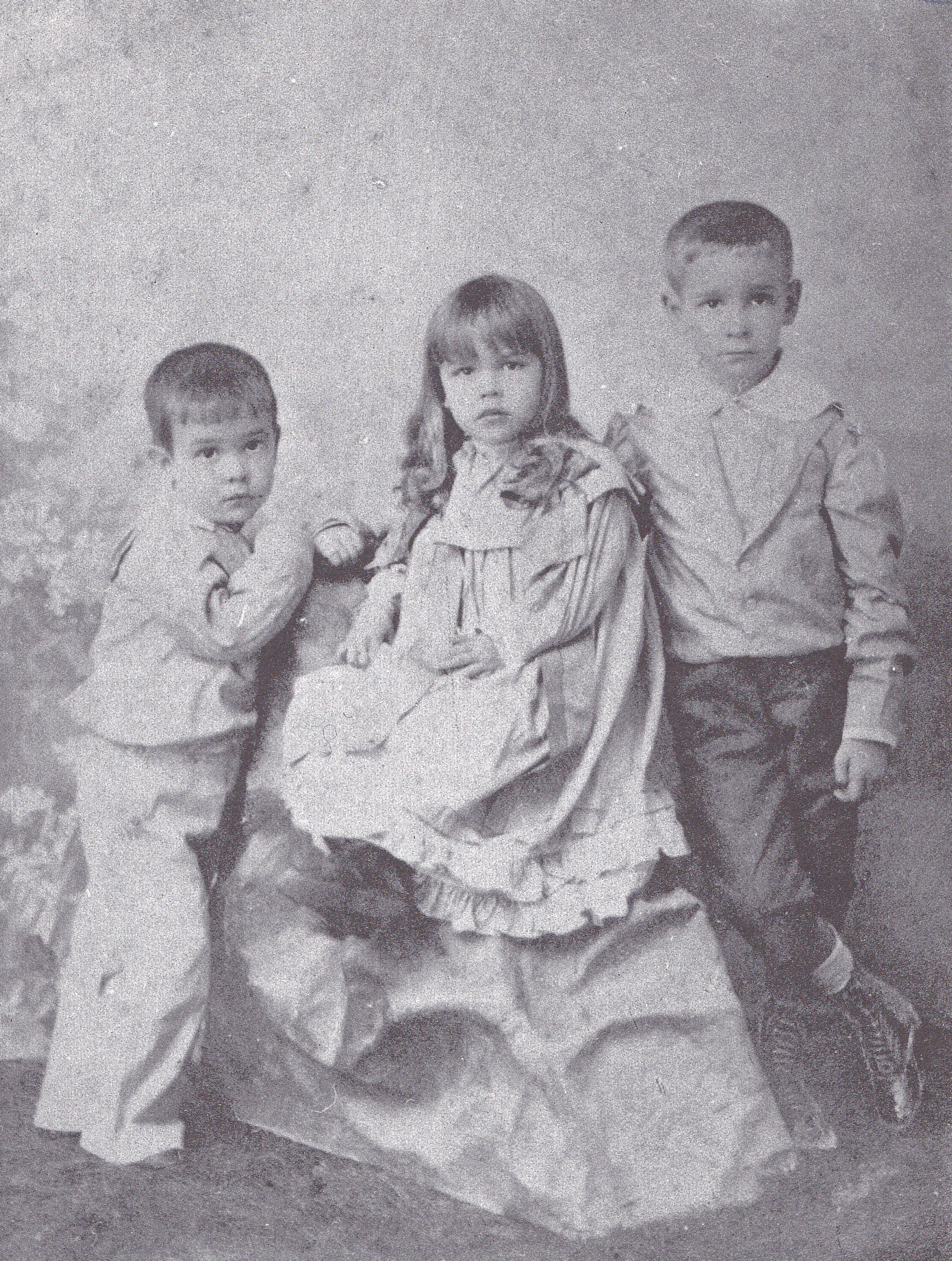
Caridad Mercader und ihre Brüder, ca. 1895.

Caridad Mercader wurde 1892 in Santiago de Cuba als Kind einer wohlhabenden Familie geboren. Ihr Vater, Ramón del Rio, stammte aus Santander, aber als die Familie ein paar Jahre vor dem Unabhängigkeitskrieg Kubas nach Spanien zurückkehrte, ließ er sich in Barcelona nieder, wo die Familienmitglieder sich in die gehobenen gesellschaftlichen Kreise der Stadt integrierten. Caridad hatte mindestens zwei Brüder. Obwohl sie später behauptete, ihr Vater sei Gouverneur von Santiago gewesen, sowie auf der Karibikinsel der erste Plantagenbesitzer, der seine Sklaven befreit habe, entspricht nichts davon der Wahrheit. Abweichend von Caridads Bericht sympathisierte ihre Mutter auch nicht mit den Unabhängigkeitskämpfern in Kuba. Caridad besuchte die Schule des Sagrado Corazón von Sarria, sowie zeitweise auch die Zentren, die diese katholische Gemeinschaft in Paris und London verwaltete. Infolgedessen sprach sie perfekt Französisch und Englisch. In ihrer Jugend spürte sie offenbar eine religiöse Berufung, entschied sich aber nicht dafür.
Als sie gerade sechzehn Jahre alt war, am 13. Juni 1908, wurde in den Zeitungen Barcelonas die Verlobung von Caridad del Río mit Pablo Mercader Medina verkündet. Mercader war sieben Jahre älter als sie und Mitglied einer wohlhabenden Familie, die in der Textilbranche tätig war. Sein Vater, Narciso Mercader Sacanella, hatte mit einer Fabrik in Badalona begonnen und später durch den Erwerb weiterer Fabriken in Barcelona sein Geschäft erweitert. Die künftige Ehe stellte eine Bindung dar, die zwei wohlhabende Familien der Bourgeoisie Barcelonas vereinte. Beide Verlobten praktizierten die Reitkunst und, wie Caridad selbst erklärte, verliebte sie sich in Pablo Mercader wegen seiner Geschicklichkeit als Reiter. Am 7. Januar 1911 fand die Hochzeit statt.
Mercader besaß ein freundliches Naturell. Politisch reihte er sich im konservativen katalanischen Nationalismus ein und war Mitglied der Bürgerwehr gewesen. Damals war Caridad „ein schönes Mädchen im Teenager-Alter, mit rundem Gesicht, angenehmen Gesichtszügen und einem süßen Blick […] mit ihren grünen Augen, die bei ihr stets die markanteste Besonderheit waren“. Das Ehepaar ließ sich in der Illas i Vidal-Straße nieder, im gehobenen Wohnviertel Sant Gervasi de Cassoles gelegen. Die junge Ehefrau nahm den Familiennamen ihres Mannes an und wurde danach Caridad oder Caritat Mercader genannt. Das Paar hatte fünf Kinder: Jorge (* 1911), Ramón (1913–1978), Montserrat (* 1914), Paul (* 1915) und Luis (* 1923). Kurz nach der Geburt von Paul, erkrankte Jorge an Poliomyelitis, die zur Lähmung beider Beine führte.

### Trennung des Ehepaares und Aufenthalt in Frankreich
Die Ehe war nicht glücklich und nach den ersten Jahren des Zusammenlebens begann die Beziehung zu scheitern. Pablo Mercader, ein scheinbar hingebungsvoller Familienvater, zeigte, seiner Frau zufolge, im Privatleben einige unkonventionelle sexuelle Vorlieben. Der Beschreibung ihres Sohnes Luis im Dokumentarfilm Asaltar los cielos zufolge habe Caridad ihm gesagt, dass ihr Mann sie in Bordelle mitnahm, um sie zu neuen sexuellen Erfahrungen anzuregen. Dort sei sie gezwungen gewesen, die sexuellen Begegnungen zwischen den Prostituierten und deren Kunden durch in den Wänden der Zimmer versteckte Gucklöcher zu beobachten. Diese Episoden riefen bei Caridad eine tiefe Verachtung nicht nur für ihren Mann, sondern auch für ihre soziale Klasse hervor.
In den frühen 1920er Jahren begann Caridad, die bisher nach den Konventionen ihres sozialen Umfeld gelebt hatte, eine Haltung zu zeigen, die nicht im Einklang mit den bürgerlichen Gewohnheiten stand. Dem Journalisten und Schriftsteller Gregorio Luri zufolge, der das von Isaac Don Levine berichtete mit einbezieht, nahm Caridad Malunterricht bei dem Künstler Vicente Borrás y Abella, in dessen Atelier sie dann Kontakt mit Intellektuellen, sowie mit der leichtlebigen Szene aufnehmen konnte. So begann ihr persönlicher Wandel und allmählich begann Caridad in Randgruppen zu verkehren, Randzonen zu frequentieren und Morphin zu konsumieren. Laut Berichten ihres Sohnes Ramón seinem Bruder Luis gegenüber war Caridad jahrelang heimlich opioidsüchtig.
Mitten im boomenden pistolerismo in Barcelona, frequentierte Caridad Kreise der Anarchisten, wobei sie ihnen sogar Informationen weitergab, mit denen sie in die Lage versetzt wurden, Anschläge gegen die Geschäftsinteressen der Familie Mercader zu verüben. Da ihr Bruder, José del Río, Stadtrichter war und wusste, welche Richter für einen bestimmten Kriminalfall verantwortlich waren, leitete Caridad Informationen zur Identität der Richter, die dem jeweiligen Terrorprozess gegen ihre Glaubensbrüder vorstanden, an die Anarchisten weiter. Diese wiederum verwendeten die Informationen, um diese Richter zu bedrohen und dadurch die Freiheit des Angeklagten zu erhalten. Gleichzeitig begann sich die wirtschaftliche Lage des Ehepaars zu verschlechtern, was möglicherweise auch Einfluss auf die Metamorphose von Caridad gehabt haben könnte. Als 1921 der Patriarch der Familie Mercader starb, kam sein ältester Sohn, Juan, der hereu, an die Spitze des Familienunternehmens. Es wurde allerdings von ihm niedergewirtschaftet. Das Geschäft ging pleite und schließlich floh er mit seiner Familie nach Argentinien. Der Rest der Familie Mercader war in einer prekären Finanzlage, und das Ehepaar Mercader-Del Rio musste in eine bescheidene Wohnung in der Carrer Ample („Breiten-Straße“) im Gotischen Viertel, bei der Basilica de la Merced, umziehen. Dem Journalisten und Forscher Javier Juárez zufolge, musste Caridad beginnen, Unterricht zu erteilen, um zur Ernährung der Familie beizutragen und das war es (also nicht ihre Beziehung zum Studio von Borrás y Abella), wodurch sie begann, Beziehungen mit von ihrer Klasse äußerst unterschiedlichen Kreisen zu pflegen. Pablo Mercader arbeitete als Buchhalter, vor allem für kleine Verlage.

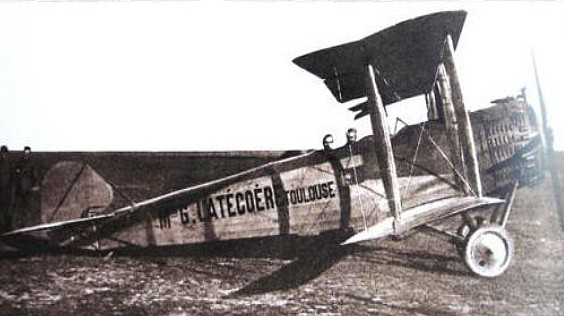
Flugzeug der Lignes Aeriennes Latécoère, 1919.

Ein weiterer Faktor, der zum Ende ihrer Ehe beitrug, war die Liebesbeziehung, die Caridad zu dem französischen Flieger Louis Delrieu aufnahm. Im Jahr 1919, während sich Caridad für eine Zeit in der Nähe von Alicante aufhielt, musste Delrieu, der für Latécoère (später Aéropostale) die Strecke zwischen Toulouse und Casablanca flog, in der Nähe eine Notlandung machen. Die Identität des Fliegers wurde im Jahr 2013 von Gregorio Luri festgestellt: „Er war jung, elegant und vornehm, von jener mythischen Aura von Heldentum umgeben, die die Flugpioniere begleitete.“ Louis und Caridad verliebten sich ineinander und wurden ein Liebespaar, wenn auch nicht genau bekannt ist, wann. Delrieu war der Pate von Caridads jüngerem Sohn Luis, geboren 1923. In der Tat kursierte ein Gerücht, der wirkliche Vater von Luis sei Delrieu. Der antistalinistische Schriftsteller Julian Gorkin schrieb die persönliche und ideologische Wandlung Caridads ihrer Beziehung mit diesem Flieger zu: „Sie hatte Beziehungen zu einem fliegenden Piloten, einem kommunistischen Aktivisten, der sie mit seinem Fanatismus ansteckte“. Allerdings behauptete Luis, sein Pate, der nicht namentlich genannt wurde, er sei Mitglied der Croix de Feu gewesen, einer 1927 gegründeten französischen faschistischen Organisation.
All diese Skandale führten die Familien Del Rio und Mercader zu drastischen Maßnahmen. Caridads Bericht an ihren Sohn Luis zufolge, war ihre Teilnahme an anarchistischen Bombenanschlägen entdeckt worden, sodass eine Inhaftierung möglich war. Eines Nachts im Jahre 1923, kamen Krankenwärter der Irrenanstalt von New Bethlehem in Sant Gervasi, begleitet von Caridads Brüdern, in ihr Haus, legten ihr eine Zwangsjacke an und wiesen sie ein. Ihr Mann und ihre Brüder zogen vor, dass sie für verrückt gehalten werde, statt inhaftiert zu werden. Dort verbracht sie drei Monate in Isolation, einer ungemein aggressiven Behandlung mit häufigen kalten Duschen und Elektroschocks unterzogen. „Ich dachte, ich würde wirklich verrückt“, gestand sie später ihrem Sohn Luis. Niemals verzieht sie ihrer Familie diese traumatische Erfahrung und ab diesem Zeitpunkt fühlte sie sich ihrer Familie oder ihrer sozialen Klasse in keiner Weise mehr verpflichtet. Als sie es erreichte, aus der psychiatrischen Anstalt entlassen zu werden – ihrem Sohn Luis zufolge, waren es Caridads anarchistische Freunde gewesen, die, nachdem sie erfuhren, wo sie eingesperrt war, Morddrohungen gegen ihren Ehemann und ihre Brüder ausgesprochen haben sollen, um sie zu zwingen, Caridad aus der Irrenanstalt zu entlassen, was sie auch schließlich taten. Daraufhin beschloss Caridad, ihr Leben radikal zu verändern, mit ihrer Familie zu brechen und weiterhin keinerlei Kontakt oder Verbindungen mit ihr zu pflegen. Zwischen 1924 und 1925 nahm sie ihre fünf Kinder mit sich und zog mit Delrieu in die französische Stadt Dax in Landes. Da lebte sie glücklich mit ihrem Geliebten bis 1928, als sie beschloss, die Beziehung zu beenden. Kurz nach ihrem Umzug nach Toulouse, wo sie ein Restaurant betrieb, unternahm Caridad einen Selbstmordversuch. Als Pablo Mercader, immer noch ihr Ehemann, davon benachrichtigt wurde, reiste er in die französische Stadt und übernahm die Verantwortung für die drei jüngeren Kinder: Montserrat, Pablo und Luis. Alle vier kehrten zusammen nach Barcelona zurück,  wo die drei Kinder ihre Schulbildung in religiösen Internaten weiterführten, hauptsächlich wegen der bescheidenen wirtschaftlichen Lage von Pablo Mercader. Jorge und Ramón blieben in Toulouse, wo sie die Hotelfachschule besuchten. Jorge absolvierte eine Ausbildung als Koch, Ramón eine als Maître d’hôtel.

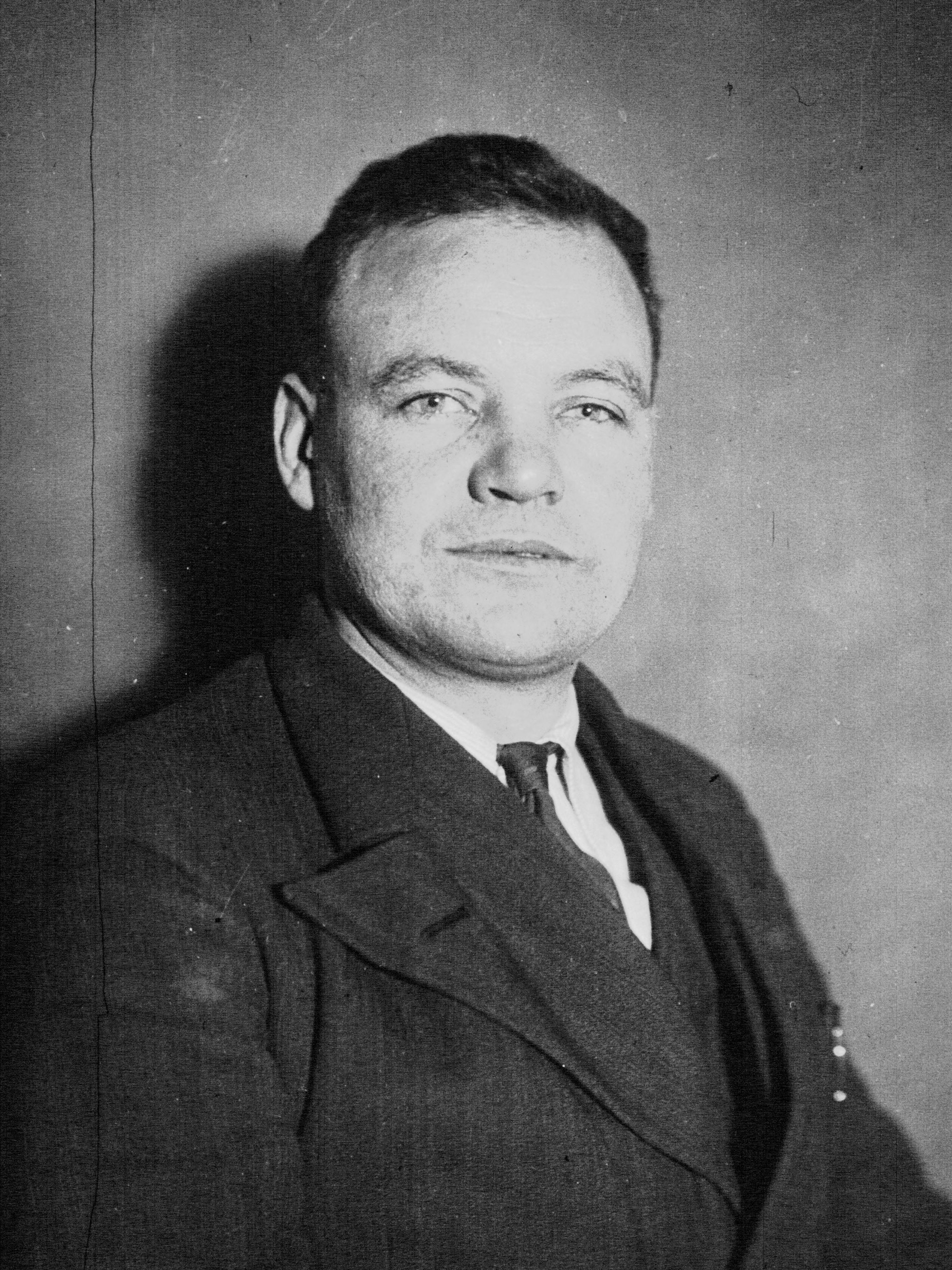
Maurice Thorez, Generalsekretär der Kommunistischen Partei Frankreichs, 1932. Isaac Don Levine zufolge, sei Caridad Mercader während ihres Aufenthalts in Frankreich in den 30er Jahren seine Geliebte gewesen

Nachdem sie sich gesundheitlich wieder erholt hatte, zog Caridad nach Paris, wo sie Mitglied der Section française de l’Internationale ouvrière, („Französische Sektion Arbeiter-Internationale“, SFIO) in Paris’ XV. Stadtbezirk wurde. Die dortige Ortsgruppe stand ziemlich weit links von der Partei und wurde von Marceau Pivert geleitet, der 1935 eine Fraktion in der SFIO begründete (die Gauche révolutionnaire, „revolutionäre Linke“), welche sich später abspaltete und dem Trotzkismus annäherte. Es gibt ein Foto von 1928, auf dem Caridad Mercader bei einem Ausflug aufs Land mit mehreren anderen Mitgliedern der SFIO, darunter Pivert selbst und dessen Tochter Jacqueline, abgebildet wurde. Bereits in dieser Zeit soll Caridad Kontakt mit dem sowjetischen Geheimdienst aufgenommen haben – Gorkin behauptet, dies sei laut Aussage „eines ehemaligen Kulturattaches der sowjetischen Botschaft in Paris“ zu einem so frühen Zeitpunkt wie 1928 erfolgt. Sie könnte möglicherweise in jener Zeit Bekanntschaft mit Leonid Eitingon gemacht haben, einem sowjetischen Geheimdienstoffizier, der sie später anwerben sollte. In ihrer 2012 veröffentlichten Biographie mehrerer Mitglieder der Familie Eitingon macht Mary Key-Wilmers keine Angaben zu Eitingon zwischen dessen Abreise aus Istanbul, dessen nächstem Einsatz nach China, im Jahr 1931 und seiner Ankunft in Spanien, im Jahr 1936. Pawel Sudoplatow macht in seiner in den 90er Jahren veröffentlichten Beschreibung seiner Tätigkeit im NKVD, Special Tasks, nur die Angabe, dass Eitingon nach seinem China-Aufenthalt Anfang der 1930er Jahre in den USA gewesen sei und nach seiner Rückkehr in die Sowjetunion im NKVD einen leitenden Posten bekam. Jedenfalls hatte sich Caridad zu Anfang der 30er Jahre der Kommunistischen Partei Frankreichs (PCF) angenähert und agierte, Levine zufolge, als Kurier der Kommunistischen Internationale, sowie möglicherweise des NKWD. Wie Levine behauptete, genoss es Caridad, ihrer nächsten Umgebung zu erzählen, wie sich Maurice Thorez – der Generalsekretär der PCF –, Jacques Duclos und andere französische kommunistische Führer im Bett benahmen. Ebenfalls in diesem Zeitraum, etwa 1930, floh Montserrat aus dem Internat, in dem sie in Barcelona ausgebildet wurde, und zog zu ihrer Mutter nach Frankreich. Sie trat in die PCF ein und lernte dort André Marty kennen, dessen Sekretärin sie später, während des Spanischen Bürgerkriegs werden sollte.
Nachdem in Spanien die Republik erklärt worden war, kam Ramón nach Barcelona zurück, wo er eine Anstellung im Hotel Ritz bekam – seinem Bruder Luis zufolge, gestand ihm Ramón, dass er zum Zeitpunkt der Rückkehr seiner Mutter nach Spanien 1935 bereits seit Jahren ein überzeugter Kommunist gewesen war. Sowohl seine Geschwister, Jorge und Montserrat, als auch seine Mutter blieben in Frankreich – ihr Sohn Luis erinnerte sich daran, dass er während seines ganzen Aufenthalts in einem Internat in Barcelona, vom fünften bis zum elften Lebensjahr, einen einzigen Besuch von Caridad in Begleitung von Ramón bekam. Jorge ging nicht nach Spanien zurück und Luis traf bis zu seinem Wechsel nach Frankreich im Jahr 1937 nicht mehr mit ihm zusammen. Caridad ihrerseits hatte Probleme mit der französischen Polizei, die ihr den Aufenthalt in Paris verbot, weshalb sie in die Umgebung von Bourdeaux zog. Im Jahr 1935 wurde sie verhaftet. Wie sie ihrem Sohn Luis erzählte, schlugen die Agenten sie brutal zusammen, wodurch sie für fünfzehn Tage erblindete. Anschließend wurde sie des Landes verwiesen. Im Juni 1935 wurde Ramón wegen seiner Mitgliedschaft in der Kommunistischen Partei verhaftet.

### Rückkehr nach Barcelona und Teilnahme am Spanischen Bürgerkrieg
Nach ihrer Ausweisung aus Frankreich ließ sich Caridad in Barcelona nieder und trat in die Partit Comunista de Catalunya (PCC) ein, dem verschwindend kleinen katalanischen Zweig der PCE, wo ihr Sohn Ramón bereits Mitglied war. Sie nahm am Prozess der Vereinigung fast aller katalanischen Arbeiterparteien teil, aus dem die Partit Socialista Unificat de Catalunya (PSUC) hervorging, und Anfang Juli 1936 wurde sie von der PCC, gemeinsam mit Pere Ardiaca, zum Mitglied der Redaktion von Treball bestimmt, dem neuen Zentralorgan der neuen Partei. In derselben Zeit, Mitte 1936, war Caridad Mitglied des Sekretariats für Pressedienste der Volksolympiade, der Multisportveranstaltung, die im Juli jenes Jahres in Barcelona als Antwort auf die Olympischen Sommerspiele in Berlin stattfinden sollte. Luis sagte, dass er in jener Epoche, in der er bei seinem Vater wohnte, mit Caridad kaum zusammentraf.
Im Morgengrauen des 19. Juli 1936 fand der Aufstand der Garnison Barcelonas statt. Caridad nahm aktiv an den Kämpfen gegen die aufständischen Truppen teil, vor allem am Sturm auf die Capitanía General in Barcelona, wo sich der Führer der Aufständischen aufhielt, der wenige Stunden vorher aus Palma de Mallorca eingetroffen war, der General Goded. Anscheinend war es Caridad Mercader, die die Milizionäre, nachdem sich das Militär am Abend des 19. ergeben hatte, dazu überzeugte, ihn in Anwesenheit des Präsidenten der Generalitat, Lluís Companys, zu bringen, anstatt ihn standrechtlich zu erschießen – im Angesicht des Präsidenten willigte Goded ein, eine Funknachricht zu senden, in der er die Niederlage des Aufstands in Katalonien anerkannte und die noch Widerstand Leistenden aufforderte, sich zu ergeben. Über die führende Rolle von Caridad Mercader in dieser Episode berichtete der französische Journalist André Jacquelin in seinem Werk Espagne et liberté: le second Munich (1939): „Um ihn [den General Goded] scharten sich Milizionäre und Milizionärinnen und unter letzteren muss das Vorbild der Katalanin Louise Michel, mit bürgerlichem Namen Caridas [sic] Mercader, hervorgehoben werden, mit zerfetzter Kleidung, aber erhaben in ihrem glühenden Glauben. Unter Einsatz ihres Lebens hatte sie den berühmten aufständischen General Goddet [sic] (dem Gouverneur von Barcelona) vor dem Massaker gerettet, um ihn lebend dem Volkstribunal zu überantworten“ – die Geschichte wurde auch am 26. Juli in La Dèpêche de Toulouse veröffentlicht.

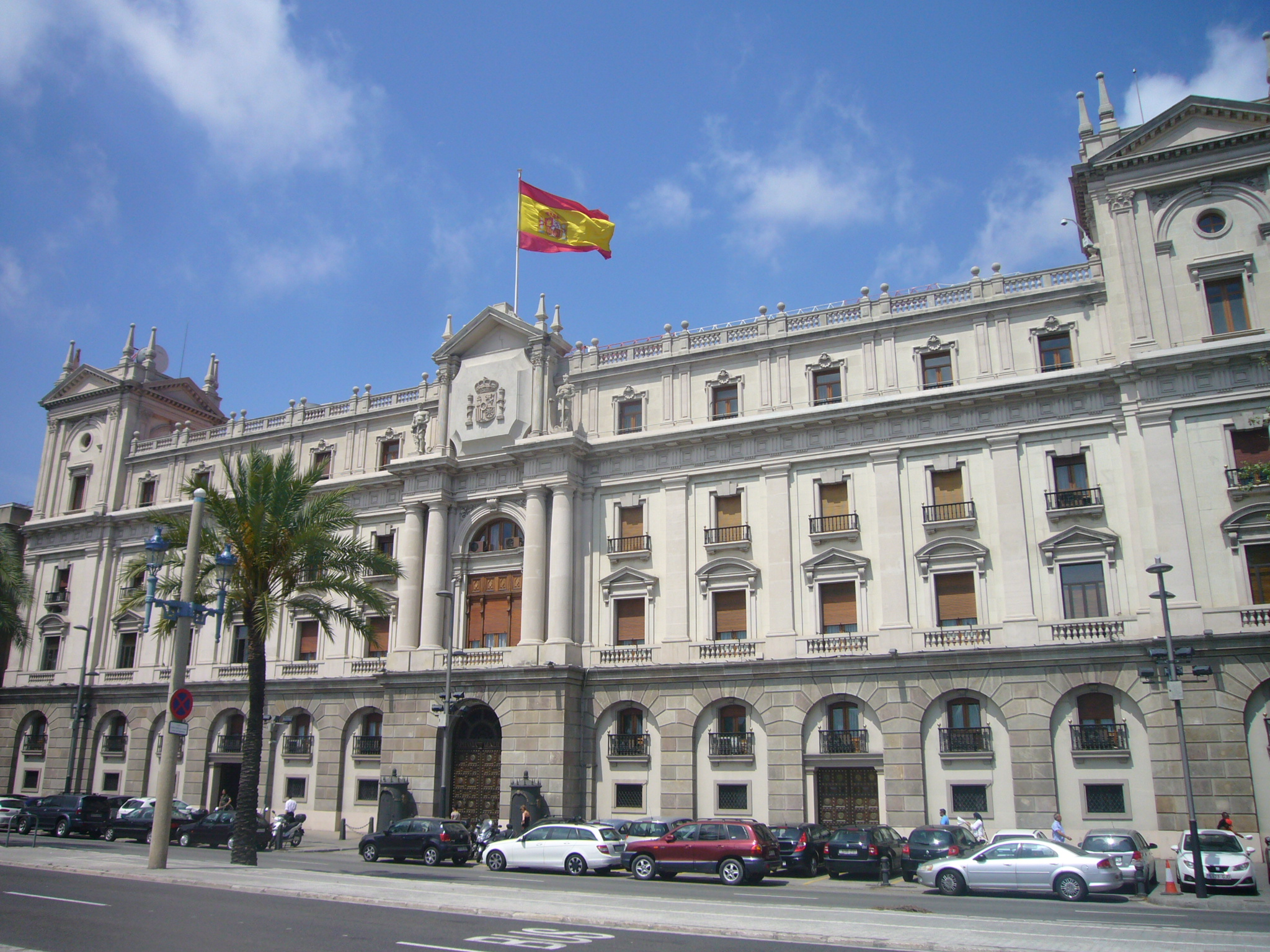
Fassade des Gebäudes der Capitanía General auf dem paseo de Colón in Barcelona, wo sich General Goded verschanzt hatte. Nachdem er sich ergeben hatte, überzeugte Caridad Mercader die Milizionäre dazu, sein leben zu schonen und ihn dem Präsidenten der Generalitat, Companys, zu überantworten.

Nach dem Fehlschlagen des Aufstands in Barcelona nahm sie aktiv an der Aufstellung der ersten Einheiten teil, die in der Stadt gebildet wurden, um die Aufständischen niederzuwerfen. In den Quellen gibt es Diskrepanzen dazu, welchem Abschnitt Caridad Mercader zugeteilt wurde: laut mehreren Quellen brach sie zur Aragonesischen Front auf, in der von Durruti und Pérez Farrás geleiteten Kolonne – der columna Durruti, wenngleich es auch möglich ist, dass es um die von Trueba-Del Barrio ging, die von kommunistischen Milizionären gebildet worden war. Ihre Söhne Ramón und Pablo traten auch der Kolonne ihrer Mutter bei, während ihre Tochter Montserrat und ihr Schwiegersohn, Jacques Dudouyt, als Freiwillige nach Spanien einreisten – Montserrat arbeitete als Sekretärin von André Marty, der die Internationalen Brigaden mit eiserner Hand führte. Wenige Tage später wurde Caridad bei einem Luftangriff schwer verletzt – einige Quellen behaupten, es sei in Tardienta gewesen, wo die Kolonne Carlos Marx kämpfte, während andere Bujaraloz andeuten, was dem Abschnitt der Kolonne Durruti entspricht. Die Schrapnells verursachten bei ihr elf Wunden, einige davon ziemlich lebensbedrohlich, weshalb sie nach Lérida evakuiert werden musste, wo sie operiert wurde und von ihren Verletzungen genaß. Wenngleich sie ihre Gesundheit fast vollständig wiederherstellen konnte, so blieben ihr doch einige chronische Folgen, wie beispielsweise ein Darmleiden. Acht Wochen nach ihrer Frontverletzung verließ Caridad das Lazarett.
Die kommunistische Propaganda tat ein Möglichstes, um sie für die antifaschistischen katalanischen Kämpferinnen zum Vorbild zu machen und nannte sie „die katalanische Pasionaria“ oder „die Pasionaria Kataloniens“. So kam es, dass Treball, das Zentralorgan der PSUC, in seiner Ausgabe vom 1. September, Caridad Mercader als Beispiel für die weiblichen Freiwilligen darstellte, die sich aufgrund ihres politischen Engagements und nicht aus Frivolität den Milizen angeschlossen hatten: „Mercader ist weit davon entfernt, jene lärmende junge Frau zu sein, die einen Arbeitsanzug aus Gründen überzieht, die niemand nachvollziehen kann, wie solche, die heute auf den Seiten bestimmter sensationalistischer Illustrierten oder gar Boulevardpresse erscheinen“. Beweis ihres Prestiges war das Werk des kubanischen Schriftstellers und Revolutionärs, Juan Marinello, der Caridad Mercader 1937 kennenlernte. Dieser widmete Caridad Mercader eines der Kapitel seines Werks Momento español (Spanischer Augenblick), einer Artikelsammlung über den Spanischen Bürgerkrieg aus dem Jahr 1937, mit großem und übertriebenem Lob ihrer Person: „Langjährige Anarchistin, Praktikantin der direkten Aktion als einziger Handlungsmöglichkeit, Anbeterin des Attentats und Kirchgängerin der Bombe, kam sie zum Marxismus auf dem Weg einer langsamen und festen Überzeugung. Als sie die Wahrheit fand, drang sie mit sinnlicher Leidenschaft in sie ein. […] Was diese Frau für die Freiheit der Welt auf spanischem Boden geleistet hat, würde nicht in die umfassendste Anthologie des Heldentums passen […]. Das Verwunderlichste ist die ruhige Entschlossenheit, mit der sie dem sicheren Tod entgegengeht. Unzählig sind die Fälle von Frauen, die bewusst der endgültigen Aufopferung entgegen gehen, ohne zu zögern, ohne zu zittern, ohne die Miene zu verziehen, ohne eine Klage […]“.
Sie ging nicht an die Front zurück, sondern übernahm die Leitung einer von der Generalitat de Catalunya, der PSUC und dem Comitè Central de Milícies Antifeixistes de Catalunya (Zentralkomitee der Antifaschistischen Milizen Kataloniens) nach Mexiko und in die Vereinigten Staaten entsandten Propaganda-Mission, in deren Rahmen auch Waffen gekauft werden sollten. Die Expedition ging am 18. September 1936 im Hafen von Barcelona an Bord. Unter anderen Kommunisten und Kommunistinnen begleiteten sie ihre Tochter Montserrat, sowie Lena Imbert, eine kommunistische Lehrerin, die Braut ihres Sohnes Ramón, die als ihre Sekretärin fungierte. Das Schiff, auf dem sie reisten, die Manuel Arnús, lief am 25. Oktober in Havanna ein. Dort desertierten die Offiziere und gingen auf die Seite der Aufständischen über, während die Mitglieder der Expedition von den der Spanischen Republik feindselig gegenüber stehenden kubanischen Behörden inhaftiert wurden. Den Initiativen der mexikanischen Regierung ist es zu verdanken, dass sie jenes Land an Bord eines mexikanischen Kriegsschiffes erreichen konnten. Die Teilnehmer der Expedition erreichten Veracruz am 10. November und wurden von Präsident Lázaro Cárdenas und seiner Frau empfangen. Am 17. desselben Monats sprachen Caridad und zwei weitere Mitglieder der Mission vor dem mexikanischen Abgeordnetenhaus.
Aus diesem Aufenthalt in Mexiko stammt eine Anekdote, bei der es um Bartolomeu Costa-Amic, damals Mitglied der POUM, geht und die sie 1994 öffentlich ansprach, als ihre Memoiren veröffentlicht wurden. Costa-Amic war, mit anderen Mitgliedern der antistalinistischen Partei, im Oktober 1936 nach Mexiko gekommen, als Teil einer Delegation, die eine Propaganda-Rundreise durchführte, um in jenem Land Waffen und Geld zu beschaffen. In seinen Memoiren schrieb er sich, in Vertretung von Andreu Nin, die Verantwortung für die Initiativen zu, die dazu führten, dass Präsident Lázaro Cárdenas Trotzki politisches Asyl in Mexiko erteilte. Am 20. November nahm Caridad Mercader, in den Overall der Milizionäre gekleidet, und am Arm des mexikanischen Gewerkschafters Lombardo Toledano, in der ersten Reihe am jährlichen Umzug zum Gedenken an die Mexikanische Revolution in Mexiko-Stadt teil. Laut Costa-Amic, habe seine erste Frau, die zur gleichen Zeit wie Caridad Mercader in der Nähwerkstatt des Handelshauses La Innovación in Barcelona gearbeitet hatte, die katalanische Kommunistin erkannt und sie angefahren, indem sie ihr gegenüber in katalanischer Sprache sagte: „Du Hündin, bist gekommen, die Ermordung Trotzkis zu organisieren“, worauf Mercader ausweichend geantwortet habe. Es ist jedoch darauf hingewiesen worden, dass zum Datum des Umzugs, dem 20. November, unter den Quellen Übereinstimmung dahingehend herrscht, dass noch keine Entscheidung dazu gefallen war, Trotzki Asyl zu gewähren, was die Glaubwürdigkeit der Erklärungen von Costa-Amic infrage stellen würde. Jedenfalls kehrte die Expedition unter Caridad Mercader Ende des Jahres nach Spanien zurück und machte dabei Station in den USA, wo ebenfalls Propaganda-Aktivitäten durchgeführt wurden. An Bord eines Schiffes, auf dem auch etwa einhundert US-amerikanische Freiwillige nach Spanien reisten, um sich dem Bataillon Lincoln anzuschließen, kam sie am 7. Januar 1937 in Spanien an.

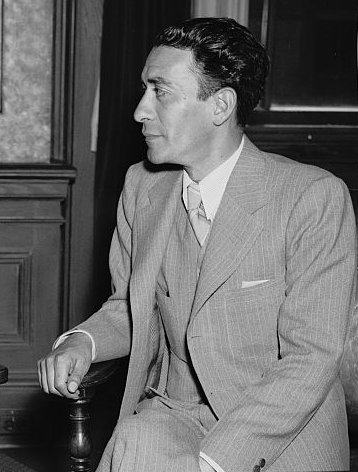
Vicente Lombardo Toledano, Generalsekretär der Confederación de Trabajadores de México und, den freigegebenen Dokumenten des VENONA-Projekts zufolge, Mitarbeiter des NKWD, war einer der Gastgeber von Caridad Mercaders Expedition nach Mexiko im Jahr 1936.

Nach der Rückkehr von ihrer nordamerikanischen Rundreise bekam Caridad Mercader Nachricht davon, dass ihr Sohn Pablo wenige Tage zuvor an der Madrider Front gefallen war. Am 3. Januar, zu Beginn der Dritten Schlacht um die Autobahn von La Coruña, fuhr ein feindlicher Panzer über das Maschinengewehr-Nest, in dem er sich in der Nähe von Brunete befand. Sein Sohn Luis, der immer noch mit seinem Vater zusammenlebte, war es, der ihr nach seiner Rückkehr von Pablos Tod berichtete. Caridad bat ihn dann, zu ihr zu ziehen, worauf Luis einwilligte und seinen Vater verließ. In Luis’ Worten, „mein Vater war ein gewöhnlicher Bürger, dem fremd war, was um ihn herum geschah. Dagegen waren sie [Caridad, Ramón und Pablo] Helden“. Luis, der Zeit seines Lebens kaum bei seiner Mutter gelebt hatte, empfand ihre Bitte als Gelegenheit, sich ihr anzunähern und willigte deshalb ein. Er würde seinem Vater nie wieder begegnen. Mutter und Sohn bewohnten einen Palast auf dem paseo de la Bonanova, in Sarrià, der von Ramón requiriert worden war, und der einem Angehörigen der Familie Mercader gehört hatte. Der Palast diente auch als Sitz des Generalstabs des von Ramón kommandierten Bataillons „Jaume Graells“, das in einem alten Kloster, bekannt als „cuartel Vorochilov“, in der Nähe ausgebildet wurde.
In jener Zeit wurde Caridad Mercader zur Verantwortlichen für die Agrupación de Mujeres Antifascistas, aber sie wandte sich zunehmend von den Aufgaben der Mobilisierung und Propaganda ab, in dem Maße, in dem sie sich mehr in den Zusammenarbeit mit der sowjetischen politischen Polizei involvierte, die sie zu Anfang dieses Jahres rekrutiert hatte. Trotzdem nahm sie, zusammen mit anderen weiblichen Mitgliedern der PSUC, an den Kämpfen der Maiereignisse (1937) teil – ihrem Sohn zufolge, indem sie Waffen und Munition für die kommunistischen Einheiten transportierte, die an jenen Kämpfen teilnahmen. Es ist ein Schnappschuss von Agustí Centelles erhalten geblieben, auf dem Caridad Mercader dabei erscheint, nach den Ereignissen in Barcelona beim Räumen von Barrikaden zu helfen. Es ist auch bekannt, dass Marinello Caridad Mercader kennenlernte, als er anlässlich seiner Teilnahme am II Congreso Internacional de Escritores para la Defensa de la Cultura nach Spanien reiste, der im Juli 1937 stattfand. Ebenfalls im Juli, damit er sein Studium weiter fortführen könne, schickte Caridad ihren Sohn Luis nach Paris, wo er zu seiner Schwester Montserrat und deren Ehemann zog, die nach Frankreich zurückgekehrt waren, nachdem sie große Meinungsverschiedenheiten mit Marty gehabt hatten.

### Agentin des NKWD

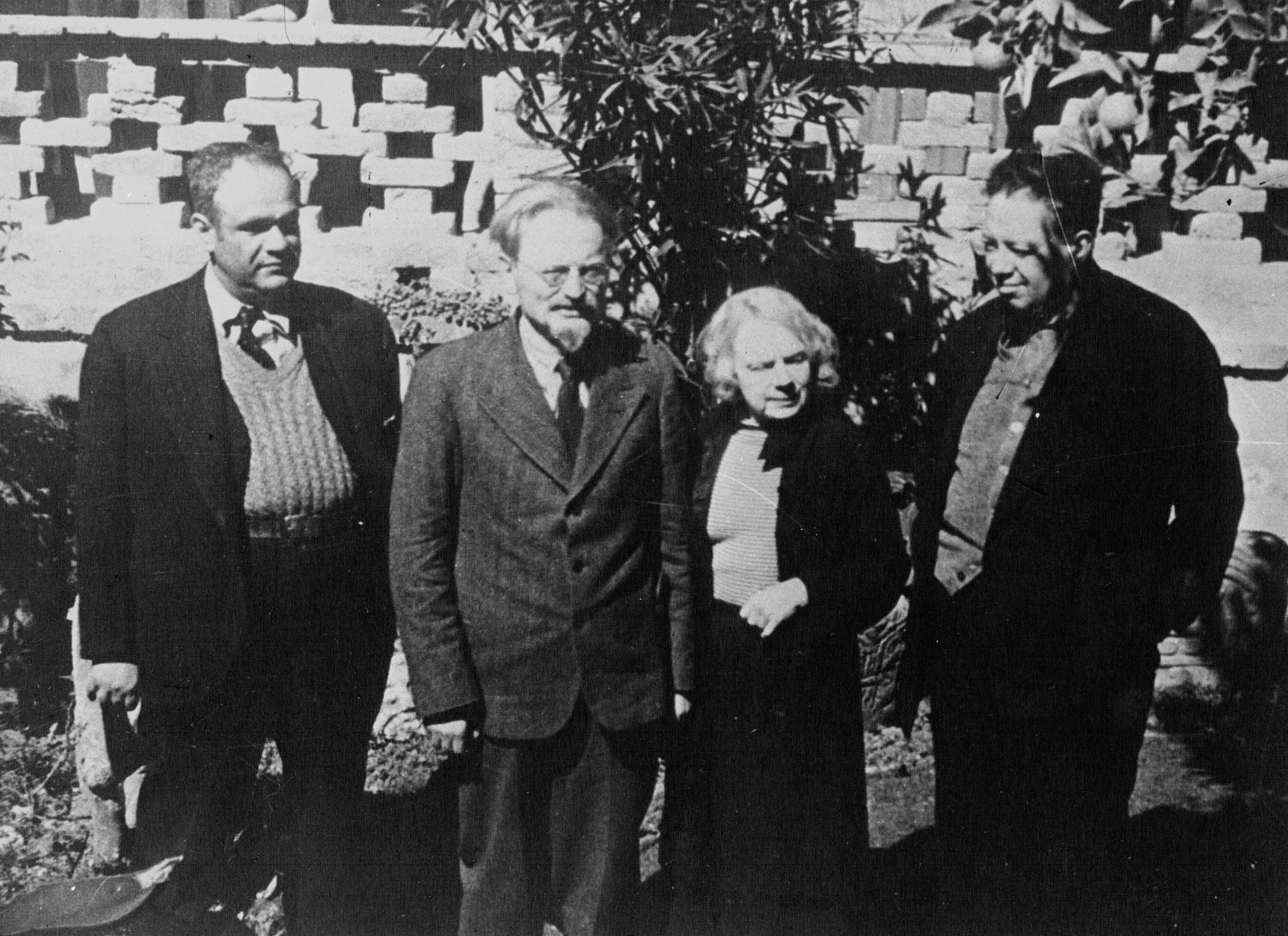
Trotzki mit Ehefrau in Mexiko, 1937

Die in alten sowjetischen Archiven verfügbare Information zu Caridad Mercader ist bisher nicht systematisch erforscht worden. Es steht jedoch fest, dass sie Anfang 1937 als Agentin verpflichtet wurde. Man weiß von einer von Luis Mercader berichteten Episode, der zufolge seine Mutter und er, kurz nach der Rückkehr aus Mexiko, im Winter 1937 (Luis machte keine genaue Angabe zum Datum) die Madrider Front besuchten, wo sich Ramón befand. Ramón und Caridad führten eine lange Unterhaltung, laut Luis mit dem Zweck, Ramón davon zu überzeugen, dass er sich auch dem NKWD anschließen solle. Monate später, im April, habe Luis seine Schlussfolgerungen gezogen: „… ich bekam davon Kenntnis, dass meine Mutter Beziehungen mit den Sowjets hatte (wir nannten sie so). Später verstand ich, dass mein Bruder Ramón (auch) mit ihnen in Verbindung stand“. Mit Vermittlung durch Caridad Mercader warb der NKWD auch andere spanische Kommunisten an, wie África de las Heras, oder Carmen Brufau, einer Freundin von Caridad.
Was die Frage betrifft, wer sie damals dem sowjetischen Sicherheitsapparat vorstellte, sind in der Regel zwei Alternativen berücksichtigt worden: Ernő Gerő und Leonid Eitingon. Gerő, der Pedro als Pseudonym benutzte, war ein ungarischer Kommunist, der als Delegierter der Kommunistischen Internationale in der PSUC in Barcelona weilte (seit 1932 hatte er diese Funktion in der PCC innegehabt) und Chef der NKWD-Mission in Katalonien war. Luis zufolge war Gerö eine seiner Familie sehr nahestehende Person, die „in jenen Jahren das Bindeglied zwischen den Sowjets und meiner Familie […] gewesen sein könnte“. Caridad begegnete ihm „mit Hochschätzung“. Die Verantwortung für die Anwerbung von Caridad Mercader ist jedoch traditionell Leonid Eitingon zugeschrieben worden, den sie Jahre zuvor in Frankreich kennengelernt haben könnte. Die beim FSB zur Verfügung stehende Dokumentation bestätigt Eitingon als Anwerber von Caridad. Eitingon, ein angesehener Offizier aus der Abteilung für Sonderoperationen des NKWD, wurde wenige Wochen nach Kriegsbeginn nach Spanien entsandt, als Adjutant von Alexander Orlov, dem NKWD-Chef in Spanien. Er residierte während des Krieges mehrmals in Barcelona (in der Tat war es Eitingon der Luis Mercader ins sowjetische Konsulat schaffen ließ, um ihn während der Mai-Kämpfe 1937 zu schützen). Nachdem Orlov 1938 desertiert war, wurde Eitingon, der unter dem Pseudonym General Kotov agierte, zum Chef der NKWD-Mission in Spanien. Es ist oft darüber spekuliert worden, ob Caridad Mercader und Eitingon (sieben Jahre jünger als sie) Liebhaber waren. Gorkin behauptete es kategorisch. Historiker wie Robert Conquest oder Hugh Thomas sprachen sich im gleichen Sinne aus, während Sudoplatow, der Chef der Abteilung für Sonderoperationen des NKWD während des Zweiten Weltkriegs, es bestritt: „… das wäre ein Verstoß gegen die guten professionellen Praktiken. […] sie waren gute Freunde, aber nicht körperlich intim, trotz seines verdienten Leumunds als eines Mannes mit zahlreichen Frauenaffairen“. Auch ihr Sohn Luis stritt es ab: „Ich glaube nicht, dass meine Mutter und Leonid ein Verhältnis hatten. […] Sie pflegten einfache freundschaftliche, brüderliche Beziehungen, wie es sich unter kommunistischen Genossen gehört. Das ist auch genau die Meinung der Kinder Eytintons“. Mary-Kay Wilmers unterstreicht ihrerseits, dass Eitingon ein Schürzenjäger war. Jedenfalls war Eitingon der Verantwortliche für Ramón und Caridad Mercader im NKWD.
Die Nachrichten zum Aufenthaltsort von Caridad ab Mitte 1937 sind rar und manchmal widersprüchlich, wobei sie fast immer mit den Streifzügen Ramóns in Beziehung stehen. Es ist allgemein anerkannt, dass Ramón im Sommer jenes Jahres aus Spanien verschwand, um Schulungen zu empfangen. So beschrieb es Luis Mercader, ohne sich dazu zu äußern, wo jene Unterweisungen stattfanden. Wenngleich Autoren wie Wilmers, Levine oder Gorkin behaupten, es sei in der Sowjetunion gewesen, behauptet die vom FSB bewahrte Dokumentation, dass Ramón seine Ausbildung in Frankreich erhielt (das stimmt überein mit der Aussage von Luis Mercader, der behauptete, dass Ramón erst 1960 erstmals die Sowjetunion besuchte, nachdem er aus dem Gefängnis in Mexiko entlassen worden war). Sudoplatow berichtete seinerseits, in seinem Werk Special Tasks, wie er, als er noch ein einfacher Agent war, in Rotterdam Ende Mai 1938 den ukrainischen Oppositionsführer Yevhen Konovalets ermordete. Auf seiner Flucht in die Sowjetunion verbrachte er drei Wochen in Barcelona, wo er Ramón Mercader kennengelernt haben soll. Im Sommer jenes Jahres soll ihn Eitingon von Barcelona nach Paris entsandt haben. Dort angekommen, beauftragte ihn Eitingon damit, sich in die französischen trotzkistischen Organisationen zu infiltrieren. Obwohl Stalin noch nicht den Befehl erlassen hatte, Trotzki zu ermorden, hatte der NKWD begonnen, die Operation vorzubereiten, wenngleich Mercader noch nicht unmittelbar in der Angelegenheit involviert war. Leo Trotzki, der einer der engsten Mitarbeiter Lenins gewesen war, lebte seit Januar 1937 im Exil in Mexiko, nachdem er gezwungen worden war, Norwegen aufgrund des Drucks der sowjetischen Regierung zu verlassen. Dank der Bemühungen der US-amerikanischen Trotzkisten durch Vermittlung von Diego Rivera, hatte der mexikanische Präsident Lázaro Cárdenas zugesagt, ihm Asyl zu gewähren.
Der Aussage von Clemence Béranger zufolge, sei Ramón zu einem unbestimmten Zeitpunkt 1938 nach Paris umgezogen (wo sich bereits seine Mutter seit „einiger Zeit“ befunden haben soll). Gemäß Anweisungen Eitingons sollte Ramón Sylvia Ageloff verführen, eine US-amerikanische Trotzkistin und Sozialarbeiterin, die dazu benutzt werden sollte, um in die Umgebung Trotzkis einzudringen. Ramón Mercader verwendete die falsche Identität eines Jacques Mornard, angeblich ein Sohn eines belgischen Diplomaten. Ageloff kam Ende Juni 1938 nach Paris, auf Urlaubsreise und um bei der Gelegenheit ihrer Reise an der Gründungsversammlung der Vierten Internationale teilzunehmen. Sie wusste nicht, dass ihr zufälliges Treffen mit Mornard-Mercader vom sowjetischen Geheimdienst vorbereitet worden war. Mercader verführte Sylvia Ageloff und führte seine Beziehung mit ihr fort bis zu deren Abreise nach New York im Februar 1939. Danach schrieben sie sich weiter, was Ramón nicht daran hinderte, andere Formen der Annäherung an Trotzkis Zirkel zu probieren. Nach dessen Ermordung erklärte Frida Kahlo, sie habe Mercader während ihres Aufenthalts in Paris getroffen (Januar–April 1939). Dieser habe sie gebeten, ihm dabei zu helfen, ein Haus in der Nähe von Trotzkis Domizil in Coyoacán, in den Außenbezirken von Mexiko-Stadt zu finden, wozu Kahlo sich weigerte.
Was Caridad betrifft, so teilte sie nicht die Unterkunft mit ihren Kindern, obwohl Montserrat und Luis auch in Paris lebten. Ramón, andererseits, lebte mit seiner Partnerin, Lena Imbert. Ihr Sohn Luis lebte zunächst bei Montserrat und deren Ehemann, die zuvor aus Spanien zurückgekommen waren. Später, Mitte 1938, zwang ihn Caridad, ins Haus der Mutter von Daniel Béranger umzuziehen. Luis und seine Mutter trafen sich etwa zweimal im Monat. Im März 1939 organisierte Caridad mit Eitingon die Übersiedlung ihres Sohnes Luis in die Sowjetunion, da sie den Beginn des Zweiten Weltkriegs voraussah.

### Teilnahme an der Ermordung Trotzkis – die Operation Ente

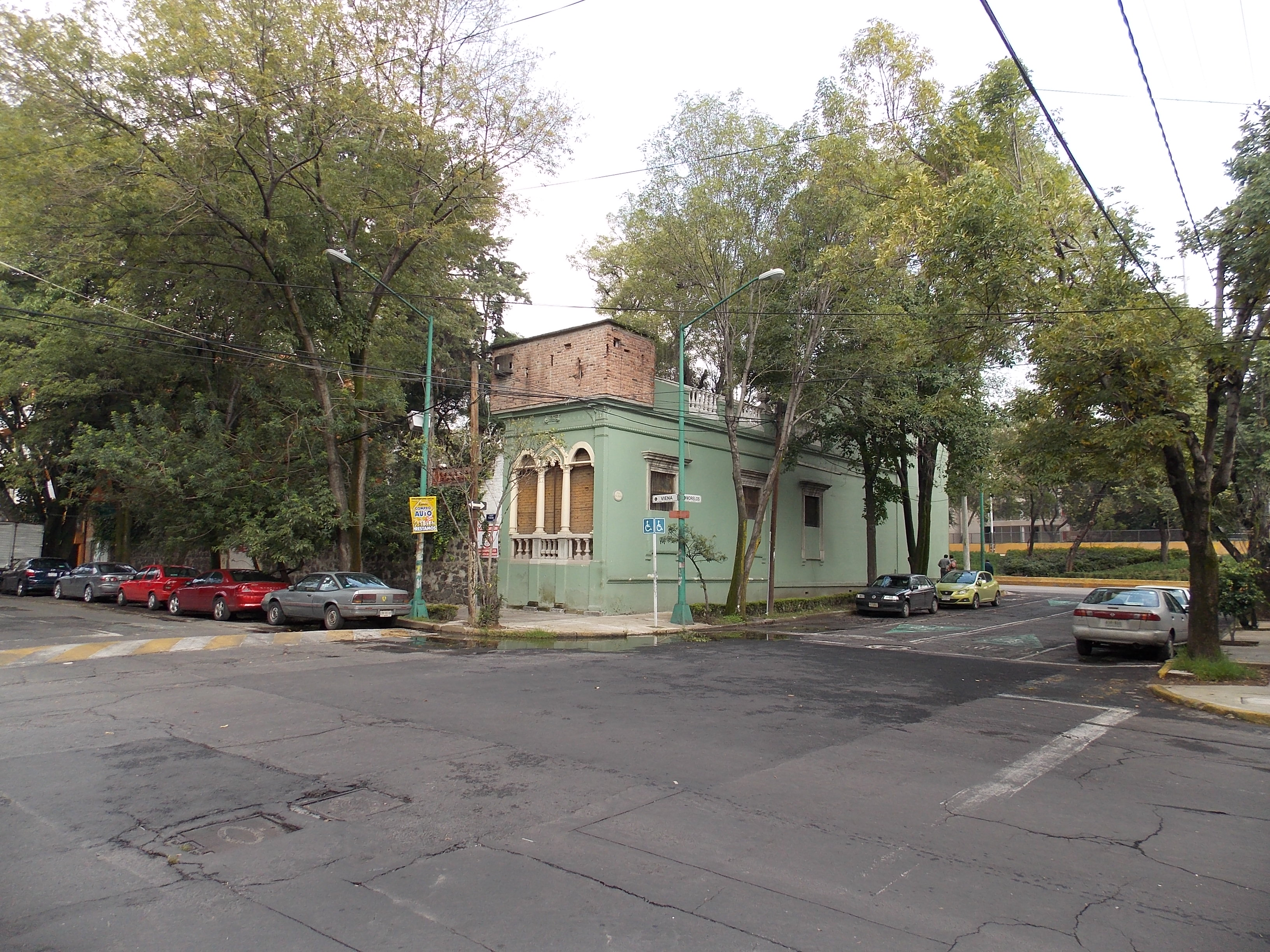
Aktueller Zustand des Hauses von Trotzki in Coyoacán, gegenwärtig Museo Casa de León Trotsky.

Im März 1939 empfing Sudoplatow, nunmehr bereits Leiter der Abteilung für Sonderoperationen, von Stalin die ausdrückliche Anweisung, dem Leben von Trotzki ein Ende zu setzen. Eitingon, der gerade aus Moskau eingetroffen war, entwarf auf Geheiß Sudoplatows die Operation Utka (Ente). Der Plan nahm erst im Juli Umrisse an und wurde erst Anfang August von Stalin persönlich genehmigt. Die Operation Ente umfasste mehrere operative Gruppen, die aus spanischen und mexikanischen Kommunisten bestanden, die während des Spanischen Bürgerkriegs angeworben worden waren. Eine dieser Gruppen wurde von dem mexikanischen Muralisten David Siqueiros geleitet und hatte das Ziel, den Exilpolitiker zu ermorden; die andere bestand aus Caridad und Ramón Mercader. Diese sollte sich nur um Überwachungs- und Informationsbeschaffungsaufgaben kümmern. Die Teilnahme von Mutter und Sohn war seit der ersten Version des Plans vorgesehen.
Zu Anfang des Sommers 1939 reiste Eitingon aus der UdSSR kommend in Begleitung Sudoplatows nach Paris und verbrachte einige Monate mit der Schulung von Caridad und Ramón. Beide reisten Ende August nach New York. Der Ausbruch des Zweiten Weltkriegs bewirkte, dass aus Moskau Befehle eintrafen, die Überführung von Eitingon und der Mercaders nach Amerika einzustellen, aber diese Befehle wurden nicht befolgt. Von New York, so glaubt man, sei Caridad über Kuba nach Mexiko gereist (Ramón blieb ein paar Wochen in New York, bevor er Anfang Oktober nach Mexiko reiste, von wo aus er Sylvia Ageloff dazu überzeugte, sich mit ihm anzuschließen), wenngleich wirklich nicht bekannt ist, wann er tatsächlich in Mexiko eintraf, denn aus der Zeit von Dezember 1939 bis Mai 1940 gibt es nur spärliche Informationen. Aus der Dokumentation im Besitz des FSB, weiß man, dass Eitingon, nachdem er einige Zeit in New York verbracht hatte, auch nach Mexiko gereist war und dass Caridad, die sich auch in Mexiko aufhielt, sich gezwungen sah, das Land zu verlassen und über Kuba nach New York zurückzukehren, da sie in Mexiko erkannt worden war (die Reise trat sie am 21. Mai an). Im Morgengrauen des 23. zum 24. Mai überfiel eine Gruppe Bewaffneter unter dem Kommando von Siqueiros erfolglos Trotzkis Haus in Coyoacán.
Eitingon blieb nichts anderes übrig, als vom Scheitern der Operation zu berichten. Die Meldung erreichte Moskau auf dem Wege einer Nachricht, die von einem Kurier nach New York gebracht und dort per verschlüsseltem Funkspruch an die sowjetische Hauptstadt übertragen wurde. Bei Eintreffen der Nachricht erzürnte Stalin und rief Sudoplatow und Beria zu sich, die ihm erklärten, man würde den Alternativplan in Gang setzen. Die Rolle von Caridad Mercader in der neuen Operation erscheint jedoch als zweitrangig und es ist nicht bekannt, welches ihre Funktionen im Rahmen der neuen Aktion konkret gewesen sind. Ramón hielt sich bereits mehrere Monate in Mexiko auf, unter falscher Identität und als Bräutigam von Sylvia Ageloff, und hatte sich einzig und allein dem Sammeln von Informationen gewidmet, ohne mit Trotzki persönlich in Kontakt zu treten. Wenige Tage nach dem fehlgeschlagenen Versuch der Gruppe Siqueiros und über seine Beziehung mit Angeloff, traf Ramón Mercader endlich Trotzki. Ende Juni reiste er für zehn Tage nach New York zwecks Empfang von Anweisungen. Wenige Tage nach seiner Rückkehr nach Mexiko kam auch Caridad zurück. Nach mehreren Monaten, in denen Ramón seine Beziehung mit dem Exilpolitiker gepflegt hatte, gelang es ihm am 20. August 1940, in sein Haus einzudringen und ihn, unter dem Vorwand der Durchsicht eines von ihm geschriebenen Artikels, allein zu treffen. Da versetzte er ihm einen Schlag auf den Kopf mit einem Pickel. Sudoplatow berichtet, ursprünglich hätten Eitingon und Caridad Mercader einen Angriff auf Trotzkis Haus für den Augenblick geplant, wenn Ramón dort drinnen wäre. Dieser würde die Verwirrung nutzen, um auf sein Opfer zu schießen. Ramón widersprach dem Plan und entschied, Trotzki selbst und im Alleingang zu ermorden.
Trotzki würde am Folgetag sterben. Plangemäß erwarteten Caridad Mercader und Eitingon Ramón in der Nähe von Festungs-Haus in einem PKW (andere Quellen sprechen von zweien), um ihm bei der Flucht zu helfen. Sie wurden sich der Tatsache bewusst, das das Attentat gescheitert war, als sie die Hektik beobachteten und die Polizeisirenen hörten, ohne dass Ramón herausgekommen wäre, worauf sie den Ort fluchtartig verließen und schnell außer Landes reisten. Dessen ungeachtet, laut Zeugnis des späteren Verteidigers von Ramón Mercader, des Rechtsanwalts Eduardo Ceniceros, war es Caridad die, vor ihrer illegalen Ausreise, die erforderlichen Schritte unternahm, damit ihr Sohn von einem Verteidiger unterstützt werden könnte. Der Auserwählte war, auf Vorschlag von Lombardo Toledano, Octavio Medellín Ostos. Caridad deckte ihm gegenüber weder die Identität des angeblichen Mörders Trotzkis auf, noch die Tatsache, dass es sich um ihren Sohn handelte: „Schauen Sie, Herr Rechtsanwalt, was dieser Junge getan hat. Er ist der Sohn einer höchst verehrten Genossin, die sich außerhalb Mexikos befindet, und ich, in Anbetracht dieser Freundschaft mit seiner Mutter, habe mich dazu durch gerungen, darum zu bitten, dass man sich seiner Verteidigung annimmt.“

### In der Sowjetunion

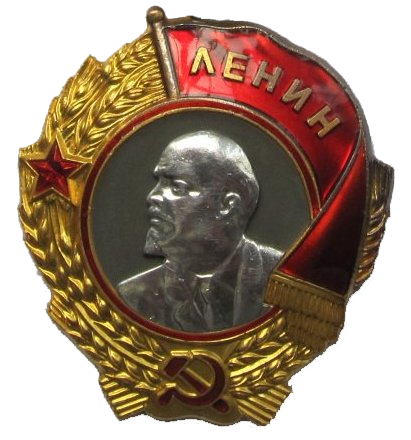
Abzeichen des Leninordens. Dieser wurde Caridad Mercader 1941 verliehen, nach ihrer Ankunft in der Sowjetunion.

Caridad Mercader und Eitingon reisten von Mexiko aus nach Kuba und verbargen sich dort. Die Versionen aus der Dokumentation des FSB und die Sudoplatows weichen jedoch in einigen Punkten voneinander ab (hinsichtlich der Route Eitingons nach Verlassen Kubas), aber sie stimmen überein, was Caridad betrifft. Laut Sudoplatow, blieben beide sechs Monate in Kuba, was mit der Zeit im Einklang steht, die sie benötigte, um in die Sowjetunion zu gelangen. Von dort aus hielten sie den Kontakt mit Ramón über die Rechtsanwälte aufrecht, die sich seiner Verteidigung annahmen. Die Juristin, Schriftstellerin und kumanische Kommunistin Ofelia Domínguez Navarro war Mitglied des Verteidigerteams von Ramón Mercader in Mexiko. Ihren Memoiren 50 Jahre meines Lebens (1971) zufolge, wurde sie in Havanna im Geheimen von einer geheimnisvollen Spanierin verpflichtet, bei der es sich um Caridad Mercader selbst gehandelt haben könnte. Aber ab diesem Zeitpunkt gehen die Versionen auseinander. Die FSB-Dokumentation behauptet, Eitingon habe Caridad in Kuba zurückgelassen und sei nach einem Zwischen aufenthalt in Europa in die Sowjetunion gereist. Stattdessen berichtete Sudoplatow, beide hätten Kuba in Richtung New York verlassen, sie hätten das Land bis Kalifornien durchquert (wo Eitingon) mit den Agenten Kontakt herstellte, die er im Verlauf seiner Mission in den USA angeworben hatte, und dass sie, von San Francisco aus, per Schiff den Pazifik überqueren und mit der Transsibirischen in Moskau eintreffen. Die laut FSB-Dokumentation von Caridad verfolgte Route ist ähnlich.
Am 17. Juni, veranstaltete Lawrenti Beria, der Leiter des NKWD, einen großen Empfang, in dessen Verlauf der Vorsitzende des Präsidiums des Obersten Sowjets, Michail Kalinin, Caridad Mercader mit dem Leninorden auszeichnete. Sie war die erste ausländische Frau, der er verliehen wurde (für Ramón war der Stern eines Helden der Sowjetunion reserviert). Caridad bekam ein Apartment, das für Moskauer Verhältnisse als luxuriös gelten konnte; dort würde sie mit ihrem Sohn Luis einziehen, der sich seit fast zwei Jahren bereits im Lande befand. Aber sie konnten dort nur wenige Monate zusammen verbringen, denn aufgrund der deutschen Invasion der Sowjetunion mussten sie sich erneut voneinander trennen. Luis meldete sich freiwillig zur Roten Armee, nachdem er die sowjetische Staatsangehörigkeit erhalten hatte, eine Bedingung, um der Miliz beitreten zu können.
Trotz aller eindringlichen Petitionen der Emigranten, sich zur Armee zu melden und so die Sowjetunion, die Wiege des Sozialismus, verteidigen zu dürfen, wurden diese zu Beginn stets ablehnend beschieden, sowohl weil es sich um Ausländer handelte, als auch wegen der zukünftigen Notwendigkeit, diese Kader in ihren Ursprungsländern einzusetzen. In Anbetracht der Beharrlichkeit, mit der die Emigranten, nicht nur die Spanier, darauf bestanden, bekamen sie im Juli 1941 die Erlaubnis, sich bei einer von der Abteilung für Sonderoperationen des NKWD abhängigen Militäreinheit zu melden: der Unabhängigen Motorisierten Schützenbrigade zur Besonderen Verwendung (OMSBON), die bis zu 20000 Kämpfer stark war. In dieser Einheit gab es Freiwillige aus verschiedenen Ländern und sie war eine der mit der Verteidigung Moskaus sowie der Wahrung der öffentlichen Ordnung in der Stadt betrauten Einheiten. In der OMSBON wurde eine Kompanie aufgestellt, die Vierte, bestehend aus etwas mehr als einhundert spanischen Freiwilligen. Im Verlauf der Belagerung Moskaus, verteidigte die „spanische“ Kompanie die Stadtmitte, ohne in Kampfhandlungen verwickelt zu werden. In dieser Kompanie waren Luis Mercader (der im August den Posten eines Telegraphenoffiziers zugeteilt bekam), sowie mehrere spanische Emigrantinnen, darunter Lena Imbert und África de las Heras. Caridad war einige Wochen bei ihnen im Ausbildungslager der Kompanie, aber den Memoiren von Sebastiá Piera zufolge, eines Mitglieds der PSUC, verschwand sie vor dem Ende der Schlacht um Moskau. Ihrem Sohn Luis wurden verschiedene Einsätze zugeteilt, aber er kam wiederholt in die Hauptstadt zurück (Anfang 1942 und im Sommer dieses Jahres). Seinem Bericht zufolge lebte seine Mutter weiter in ihrem Apartment. Im Februar 1943 wurde Luis demobilisiert und begann ein Ingenieursstudium in Moskau, wobei er wieder zu Caridad zog.
Dem Tagebuch Dimitrows zufolge, blieb Caridad dort bis Ende 1944 und arbeitete beim französischen Dienst des sowjetischen Auslandssenders. Bei ihr wohnte Lena Imbert, die Lebensgefährtin ihres Sohnes, die im April 1944 an Tuberkulose starb, im Sanatorium, in dem Dr. Carlos Díez Fernández arbeitete (die Parteiführung der PCE leugnete die Existenz von Tuberkulose in den Reihen der spanischen Emigration). Luis Mercader gab jedoch 1943 als Todesjahr von Lena Imbert an und sagte aus, nach einem Sanatoriumsaufenthalt sei sie in Caridads Wohnung gestorben.
Während ihres Aufenthalts in der Sowjetunion kam es zu tiefen Meinungsverschiedenheiten zwischen Caridad Mercader und Dolores Ibárruri, der Pasionaria. Auf zwei Gebieten kamen die Divergenzen beider zum Ausdruck. Einerseits unterstützte Caridad Jesús Hernández und Enrique Castro Delgado, die nach dem Tod von José Díaz gegen Ibárruri antraten, um die Kontrolle über die PCE zu übernehmen. Luis Mercader zufolge, besuchten Hernández und Castro Delgado „uns täglich zuhause und die drei verbrachten viele Stunden bei Gesprächen“. Tatsächlich war es lauf Aussage von Líster so, dass als sowohl er wie auch die anderen militärischen Führer, die zu Anfang Hernández unterstützt hatten (Modesto und Cordón), ihre Unterstützung für die neue Generalsekretärin, die Pasionaria, kundgetan hatten, Caridad Mercader und Carmen Parga (die Ehefrau von Manuel Tagüeña) beißende Kritik gegen sie richteten: „[Unsere Annäherung an Dolores] hat uns eingebracht, dass uns Einige ins Gesicht gesagt haben, wir hätten unsere Männlichkeit als Kommunisten verloren“. Das andere Gebiet, auf dem Uneinigkeit herrschte, war das der Teilnahme der spanischen Emigranten an den Operationen des NKWD. Während Pasionaria nicht immer mit der uneingeschränkten Verwendung der spanischen Emigranten durch die sowjetischen Geheimdienste (vor allem jenen aus der PSUC) ohne Rückfrage bei der PCE einverstanden war, handelte es sich bei Caridad hingegen dezidierte Verfechterin der Belange der sowjetischen Spionage und sie ging davon aus, man müsse alles tun, was sie anforderten, denn die Sowjetunion sei das „Mutterland“. Einer der in den Dienst des NKWD eingetretenen spanischen Emigranten war Sebastiá Piera, für dessen Eintritt Caridad Mercader selbst gebürgt hatte. Piera beschrieb sie in ihren Sowjetjahren so: „… eine außerordentliche Frau, die sich als PSUC-Mitglied fühlte und eine starke Bindung zu Katalonien hatte. Bei jeder Gelegenheit lud sie uns zum Essen ein und kochte für die Katalanen“.
Aufgrund der Information, die Enrique Castro Delgado ihm 1960 hatte zukommen lassen, schrieb Julian Gorkin Caridad Mercader verschiedene Missionen im Auftrag des NKWD zu, wie die Teilnahme am fehlgeschlagenen Attentat der sowjetischen geheimdienste gegen Franz von Papen, dem Botschafter Nazideutschlands in der Türkei am 24. Februar 1942. Ihr Sohn Luis, der den größten Teil des Krieges in Moskau blieb, behauptete das Gegenteil: dass Caridad an keiner Mission des NKWD teilnahm, „unter Anderem weil sie durch ihre Arbeit enttarnt worden war“. Tatsächlich war es laut Luis Mercader in der Zeit zwischen ihrer Tätigkeit im OMSBON und ihrer Ausreise so, dass „Caridad die Tage angekleidet im Bett sitzend verbrachte, mit Kopfkissen im Rücken, einer Zigarette im Mund, einen Kaffee nach dem anderen trinkend und dabei strickend“. Im Gegensatz dazu schrieb Castro ihr auch Missionen in Schweden, Norwegen, Dänemark, den Niederlanden und Belgien zu, bei denen sie an der Ermordung von etwa dreißig Personen beteiligt gewesen sei. Sie habe gleichzeitig, im Auftrag des NKWD die führenden Funktionäre der Bulgarischen Kommunistischen Partei überwacht, die in der Sowjetunion im Exil waren, von denen viele schließlich exekutiert worden seien. Sudoplatow behauptete, Caridad Mercader habe sich zwischen 1941 und 1943 in Taschkent aufgehalten, was von ihrem Sohn Luis entschieden abgestritten wurde.
Es existieren verschiedene Zeugenaussagen, die behaupten, Caridad Mercader habe dahingehend eingegriffen, damit spanische Emigranten die Sowjetunion verlassen konnten. Manuel Tagüeña behauptete, Caridad habe Spaniern, die das Land verlassen wollten, geholfen, in den Dienst des NKWD zu treten und auf diese Weise erreicht, dass sie aus der Sowjetunion ausreisen konnten. Doktor Díez Fernández selbst, der den Großteil der spanischen Kolonie in Muskau behandelte, war einer von ihnen. Castro Delgado bestätigte diese Aussage und erklärte, er sei nach der Niederlage von Hernández und seiner selbst in der Auseinandersetzung um die Macht in der spanischen Kommunistischen Partei im Sommer 1944 einer Säuberung zum Opfer gefallen. Trotz seines Ausschlusses aus der Partei verschaffte ihm Caridad Hilfe und war eine der Personen, die sich für ihn einsetzten, um die Erlaubnis zu seiner Ausreise aus der Sowjetunion zu erreichen, denn die Leitung der PCE verweigerte ihm die Ausreise (es gelang ihm erst Ende 1945).
Andererseits und laut Aussagen ihres Sohnes spielte Caridad in jener Zeit in höchst dramatischen Szenen eine Rolle: „Dann und wann wurde meine Mutter hysterisch und sagte unvorstellbare Dinge, sie schrie, sie würde sich das Leben nehmen und ich musste ihr die Pistole aus den Händen nehmen“. Luis vermutete jedoch auch, es könne sich um eine Taktik zur Ausübung von Druck auf die sowjetischen Behörden handeln, damit sich diese um das Schicksal ihres Sohnes Ramón kümmerten. In jenen Jahren war auch das Gerücht in Umlauf, Caridad habe erneut damit begonnen, Drogen zu konsumieren, die ihr unter Aufsicht vom Arzt Díez Fernández verschafft wurden, der Lena Imbert behandelt hatte und das Haus regelmäßig besuchte. Während des Krieges blieb ihre Tochter Montserrat in Frankreich, wo sie in den kommunistischen Organisationen der französischen Résistance arbeitete. Jorge, der auch in Frankreich geblieben war, erkrankte an Osteomyelitis und, als er mit seiner Ehefrau auf dem Weg zur Behandlung in der Sowjetunion war, auf Zwischenstation in Deutschland, griff Hitler die Sowjetunion an und Jorge wurde in einem deutschen Konzentrationslager interniert, wo er vier Jahre verbrachte.
Schließlich, im Februar 1945, erhielt Caridad die Erlaubnis, die Sowjetunion zu verlassen. Zu diesem Zeitpunkt war Caridad „sehr dünn und abgemagert“. Sie hatte seit ihrer Ankunft vier Jahre zuvor 34 Kilo an Gewicht verloren. Diesbezüglich gab Gorkin in seinem Buch über die Ermordung Trotzkis die bereits angeführten Eingeständnisse wieder, die Caridad Mercader in der Zeit vor ihrer Ausreise aus dem Land Castro Delgado gemacht haben soll: „Sie haben uns getäuscht, Enrique. […] Dies ist die schlimmste Hölle, die je existiert hat. Ich werde mich nie daran gewöhnen können. Ich habe nur einen Wunsch, nur an eins denke ich: zu fliehen, weit weg von hier. […] Sie vernichten deinen Willen, sie zwingen dich, zu töten und lassen dich anschließend sterben, durch einen Schlag oder einen Schuss, oder ganz langsam, wie sie mich jetzt sterben lassen. Jetzt brauchen sie mich nicht mehr, verstehst du?“ Anschließend habe sie ihm ihre Teilnahme und die ihres Sohnes an der Ermordung Trotzkis gebeichtet: „Ich habe aus Ramón einen Mörder gemacht […] Aus meinem armen Luis, eine Geisel, und aus meinen anderen zwei Kindern jeweils ein Wrack. Und was ist meine Belohnung dafür gewesen? Vier Dreckstücke! [in Anspielung auf den Lenin-Orden und die Medaille eines Helden der Sowjetunion, die Ramón erteilt wurde]“. Laut Castro Delgado, habe Luis Mercader, kurz bevor seine Mutter das Land verließ, diesbezüglich seinen Unmut kundgetan: „Meine Mutter geht nach Kuba und danach wird sie zweifelsohne in Mexiko vorstellig werden, aber mich opfert sie, indem sie mich hier lässt. Sie weiß aber, dass ich all dies hasse und dass ich die Hälfte meines Lebens dafür geben würde, zu gehen. Ich mache mir keine Illusionen: ich werde die Sowjetunion nie verlassen können“. Im Gegenteil stritt Luis in seinem Werk seine Rolle als Geisel ab und behauptete, seine Situation in der Sowjetunion sei immer vorteilhaft gewesen, was es ihm gestattet habe, seiner Berufung als Ingenieur nachzugehen, was ihm sehr viel mehr Genugtuung verschafft hätte, als die Aufgaben, denen sich seine Mutter und sein Bruder gewidmet hätten. „In der Tat freute sich Luis über die Abreise seiner Mutter – als ich Nachricht davon bekam, dass meine Mutter ausreisen würde, habe ich mich sehr gefreut: für mich war das so etwas wie eine Befreiung“. Laut Gorkin war es schließlich Beria selbst, der Leiter der NKWD, der die Erlaubnis für ihre Ausreise gab, unter der Bedingung, dass sie sich auf Kuba niederlassen sollte. Caridad beachtete diese Auflage nicht und, sobald sie außerhalb der UdSSR war, reiste sie über die Türkei nach Mexiko.

### Rückkehr nach Mexiko – die Operation Gnom

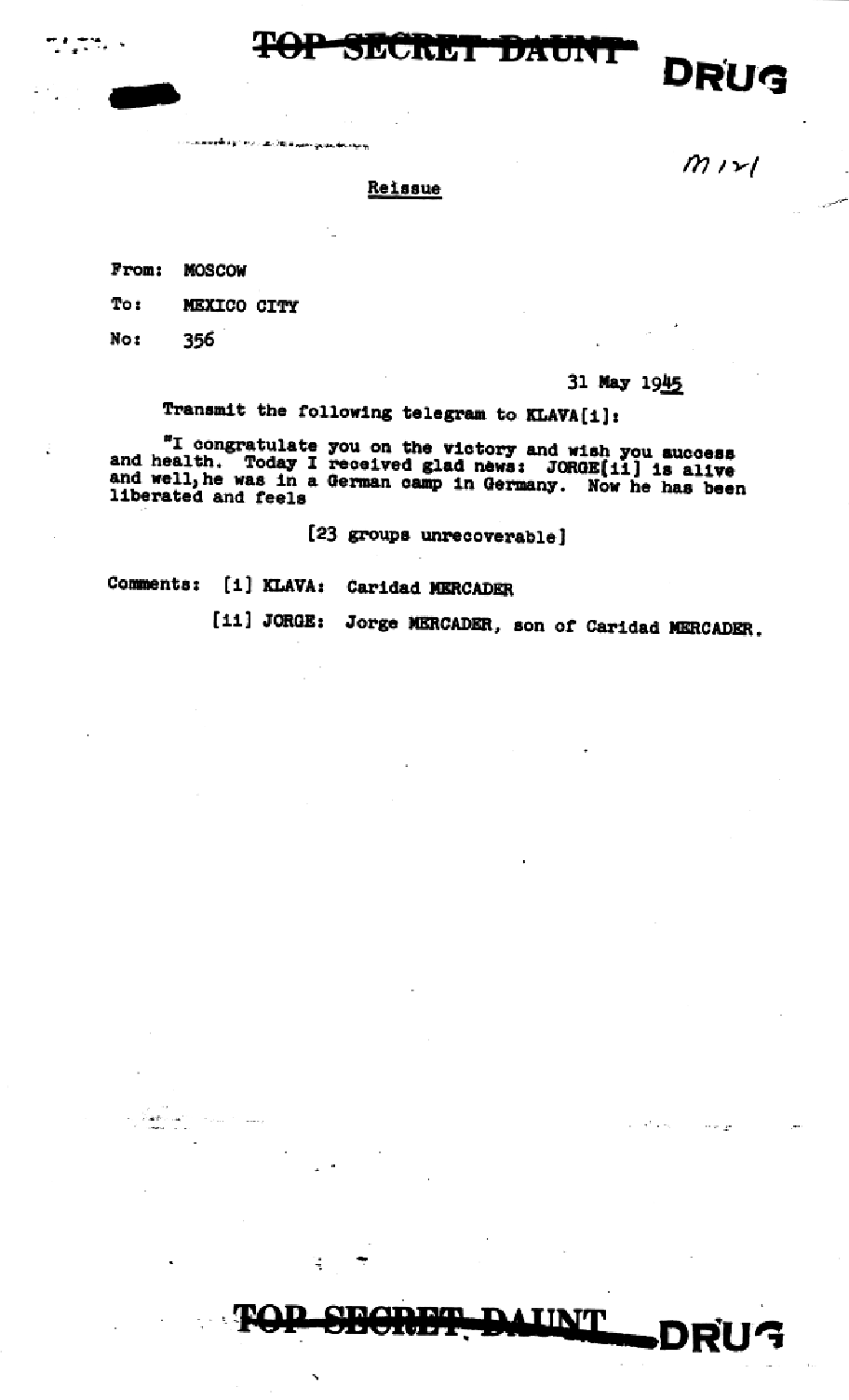
Von der Rezidentura des NKWD in Mexiko am 31. Mai 1945 empfangene Nachricht. Darin heißt es, dass Jorge Mercader, Sohn von Caridad, aus einem deutschen Kriegsgefangenenlager entlassen worden war.

Stalin hatte beschlossen, dass Ramón Mercader befreit werden musste und ordnete an, zu diesem Zweck eine Operation vorzubereiten. Die ersten Verweise auf diesen Plan stammen vom 30. Mai 1943. Gegen Ende 1943 eröffnete die Sowjetunion eine Botschaft in Mexiko, was den legalen Deckmantel dafür hergab, in Mexiko eine Station des NKWD einzurichten – eine Rezidentura, in sowjetischer Terminologie. Deren Hauptziele waren zwei: den Spionageoperationen Deckung zu geben, die von den Sowjets unternommen wurden, um Kenntnis von den Geheimnissen der nordamerikanischen Atombombe zu bekommen und Mercader aus dem Gefängnis zu befreien. Die Operation, mit dem Codenamen „Gnom“ – das war der Mercader zugeteilte Name –, untersuchte verschiedene Strategien, um zu erreichen, dass Mercader aus dem Gefängnis fliehen sollte, an denen sowjetische Operative, sowie mexikanische Kommunisten und im Land im Exil lebende Spanier teilnehmen sollten. Im Sommer 1943 wurde Jesús Hernández mit Francisco Antón nach Mexiko entsandt. Außer den Aufgaben der Neuorganisierung der PCE in jenem amerikanischen Land – ebenfalls Teil seines Versuchs, die Kontrolle der Partei in der Nachfolge des gerade gestorbenen José Díaz als Generalsekretär zu übernehmen, arbeitete Hernández auch für den NKWD und sein Ziel war es, die Zusammenarbeit mit der Rezidentura in Mexiko und bei deren Operationen zu verstärken.
Gegen Ende 1943 entwarf der sowjetische Rezident einen Plan, nach dem Mercader bei einer der Gelegenheiten, bei denen er zwecks Vernehmungen zum Gericht gebracht wurde, fliehen können würde. Unter Ausnutzung der Tatsache, dass seine Bewachung reduziert worden war, sollte Mercader in einen PKW gesteckt und außer Landes gebracht werden. Eitingon, unter dem Decknamen Tom, sollte den Plan koordinieren. Die Operation wurde zum Fiasko. Zu der Unfähigkeit, dem Misstrauen und dem Streit zwischen den sowjetischen, spanischen und mexikanischen Operativen kam die unerwartete Anwesenheit von Caridad Mercader im Lande. Scheinbar leitete diese persönlich allerhand Kontakte mit mexikanischen Behörden ein, um die Freilassung ihres Sohnes zu erreichen. Tatsächlich konnten sich, laut Ceniceros, Mutter und Sohn außerhalb der Haftanstalt sogar persönlich begegnen. Der NKWD machte von Anfang an seine Unzufriedenheit mit der Anwesenheit von Caridad im Lande deutlich – der erste Nachrichtenaustausch zwischen Mexiko und der Sowjetunion, in dem für sie der Deckname Klava verwendet wird, stammen vom März 1945: „Weiterhin berücksichtigen Sie, dass die Anwesenheit von KLAVA [Caridad Mercader] auf dem LANDE [México] das Projekt [sic] GNOM stark beeinträchtigt“. Gorkin geht darüber hinaus, indem er behauptet, dass das Ortsteam des NKWD zwei Versuche durchführte, sie zu ermorden, wobei nicht bekannt ist, ob es sich um reale oder fingierte Mordversuche handelte, mit dem Ziel, sie abzuschrecken und zur Ausreise zu bewegen.
Das Erscheinen von Caridad Mercader auf der Szene und ihre Initiativen hatten die mexikanischen Behörden alarmiert, die daraufhin Ramóns Haftbedingungen verschärften, sodass dei Versuche, seine Flucht zu ermöglichen, fruchtlos gewesen seien. Wie Luis später erzählte, „kannte [Caridad] dort viele wichtige Leute […] und wahrscheinlich ging sie als Bittstellerin von einem zum nächsten. Aber damit machte sie den Hasen scheu und infolge dessen brach all das zusammen, was organisiert worden war“. Deshalb gaben die Sowjets Caridad den befehl, Mexiko sofort zu verlassen und sahen von weiteren Versuchen ab, Ramón aus dem Gefängnis zu holen, der dann seine gesamte Haftstrafe von zwanzig Jahren absitzen musste. Fast alle Autoren, die dieses Thema behandelt haben, ebenso wie Ramón selbst, schrieben dieses Scheitern ganz oder teilweise Caridads Anwesenheit vor Ort zu. In der Tat, verzieh Ramón seiner Mutter niemals deren Einmischung in die Operation und hielt sie für verantwortlich für den zusätzlichen Zeitraum, den er in Haft verbringen musste: „Ihretwegen musste ich 16 Jahre in Haft verbringen“. Deshalb machte er ihr jedoch nie unmittelbar einen Vorwurf.

### Caridads Verhältnis zu ihrem Sohn Ramón
Von zahlreichen Geschichtswissenschaftlern und Publizisten ist Caridad Mercader als eine fanatisierte Person dargestellt worden, die ihren Sohn zum Mord trieb. Leonardo Padura beschrieb Caridad wie folgt: „Caridad del Río war nicht nur die Person gewesen, die ihren Sohn im Hass erzog und ihn mit den Offizieren des düsteren sowjetischen NKWD kontaktierte, die den Auftrag hatten, den Mord zu planen und durchzuführen, sondern sie ermutigte ihn und trieb ihn an, bis zum Abend jenes 20. August, als sie von einem Wagen aus und in Begleitung des Schöpfers jenes Plans Ramón Mercader das Haus Trotzkis und damit die Kloaken der Geschichte jenes Jahrhunderts betreten sah“. Eine ähnliche Analyse wurde von Gorkin angestellt, der an erster Stelle behauptete, dass „ein finsterer Polizeiapparat Caridad zur Terroristin, zur Mutter eines Mörders, machte“ und hinzufügte, Ramón sei dem „vin ihr vertretenen blinden Fanatismus“ geopfert worden. Diese Beschreibung sollte durch die vertraulichen Eingeständnisse bestätigt werden, die Caridad, Castro Delgado zufolge, ihm während ihres Aufenthalts in der Sowjetunion gemacht haben soll: „Ich habe Ramón zu einem Mörder gemacht“.
Luis Mercader bringt dagegen eine ganz andere Darstellung vor. Dem Jüngsten der Mercarders zufolge hatte Caridad weder auf Ramón noch auf ihre anderen Kinder einen großen Einfluss, weil sie in Wirklichkeit mit ihnen nur kurze Zeitabschnitte zusammenlebte. Von ihm stammt auch das Zitat, dem zufolge sein Bruder ihm erzählte, dass er selbst es gewesen war, der sich freiwillig meldete, um den Mord zu begehen, einfach um Eitingon bei der Erfüllung seines Auftrags zu helfen.
Gregorio Luri bringt seinerseits eine originelle These ins Spiel, um die Tatsache zu rechtfertigen, dass Caridad ihren Sohn anwarb und ihn damit auf den Weg brachte, ein Attentat gegen eine führende Persönlichkeit zu begehen. Luri zufolge habe Caridad ihren Sohn angeworben, um ihn fern der Front zu halten und so zu erreichen, dass ihn nicht das Schicksal seines Bruders Pablo ereilen sollte, der Wochen zuvor im Kampf gefallen war.

### Letzte Jahre – Paris

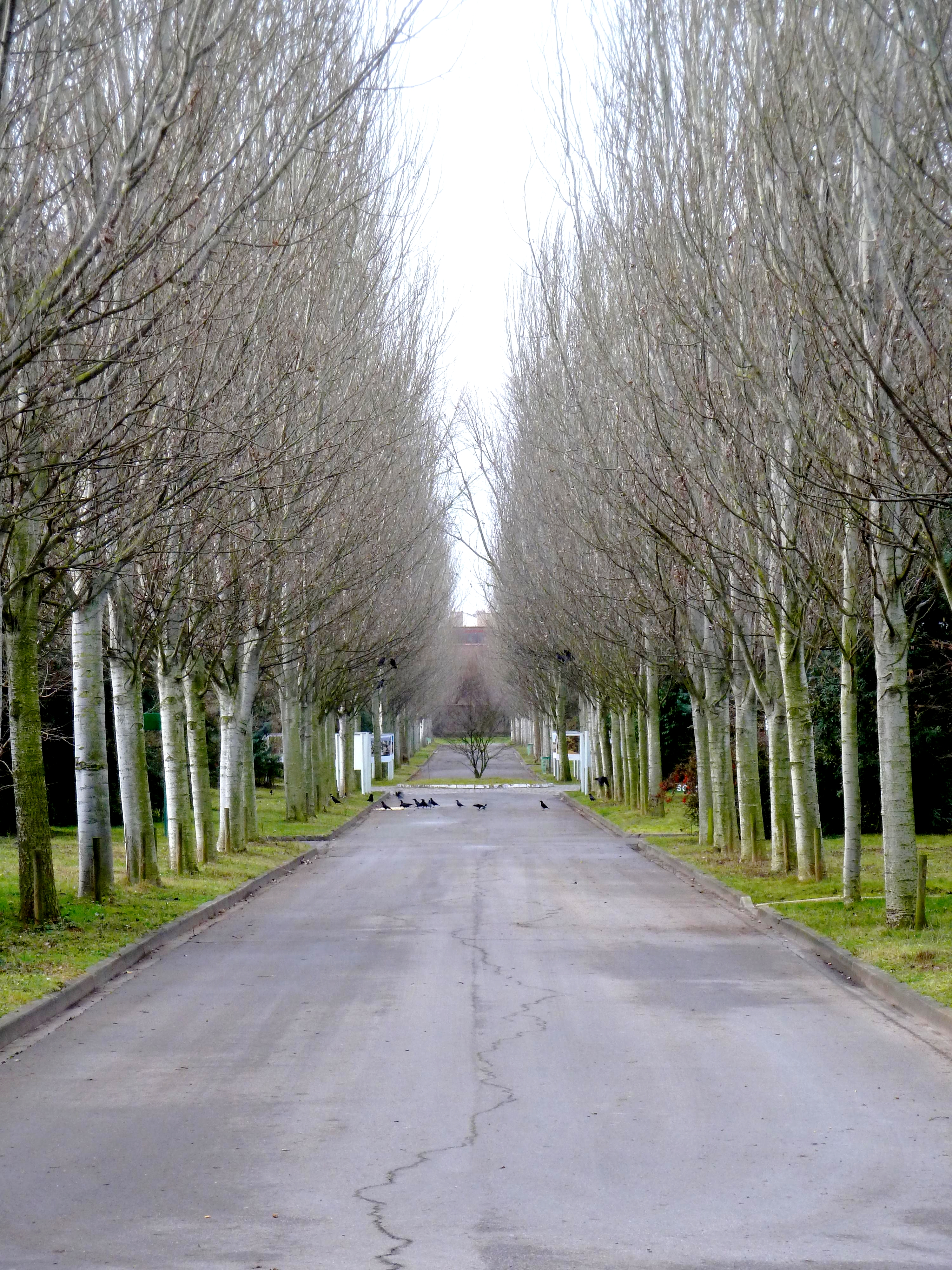
Pariser Pantin-Friedhof, wo Caridad Mercader 1975 begraben wurde.

Caridad verließ Mexiko im November 1945 und bekam die Erlaubnis, sich in Paris niederzulassen, wo sie sich mit kubanischem Pass bis zu ihrem Tod aufhielt. Sie wohnte in einem Apartment in der Rennequin-Straße 25, in der Nähe des Triumphbogens, und erhielt ihr Leben lang eine Pension von der sowjetischen Regierung. In der französischen Hauptstadt lebten auch ihre Kinder Jorge und Montserrat, die sie regelmäßig traf. Es gibt Fotos von Caridad, als sie Jean, dem Sohn von Montserrat, im Jahr 1963 die Flasche gibt.
Nach der Kubanischen Revolution wurde der Musiker Harold Gramatges zum Botschafter Kubas in Frankreich ernannt, der Caridad Mercader unter Vertrag nahm, um die Öffentlichkeitsarbeit der kubanischen Botschaft in Paris zu leiten. Dort arbeitete sie zwischen 1960 und 1967. Ihrem Sohn Luis zufolge, „organisierte sie Empfänge, das Protokoll, und sie empfing Persönlichkeiten aus Frankreich und anderen Ländern“, wie ihm Gramatges selbst 1978 berichtet habe. In seinen Memoiren Vidas para leerlas (Leben zum Lesen) jedoch spricht der kubanische Schriftsteller Guillermo Cabrera Infante, der 1962 als Kulturberater der kubanischen Botschaft nach Brüssel entsandt worden war, von ihr als „einer trockenen, unangenehmen alten Frau“, die die „schöne Havannerin“ als Empfangsdame der Botschaft ersetzt habe, die diese Rolle zuvor ausgeübt hatte. Laut Cabrera Infante, pflegte Gramatges ihm zu sagen, „Cachita“ (als Anspielung auf ihren Geburtsort Santiago de Cuba) sei „stalinistischer als Stalin“. Luis Goytisolo, der damals mit der Kubanischen Revolution kooperierte, lernte Caridad Mercader in der Pariser Botschaft kennen, bevor er während der Kubakrise nach Kuba reiste. Goytisolo zufolge war es Martha Frayde, die Vertreterin Kubas bei der UNESCO zwischen 1962 und 1965, die ihm die Identität der Dame am Empfang der Botschaft preisgab und ihn bat, dies dem kubanischen Außenminister Raúl Roa mitzuteilen. Goytisolo fügte hinzu, dass Roa, als er von der Angelegenheit Kenntnis bekam, Caridads Rückkehr nach Kuba bewirkte. Wenngleich ein Foto von Caridad Mercader in Kuba aus dem Jahr 1962 existiert, sagt das Zeugnis von Luis Mercader nichts darüber aus, dass sich seine Mutter für längere Zeit in Kuba aufgehalten hätte, oder dass ihre Stellung bei der kubanischen Botschaft gekündigt worden wäre.
Am 6. Mai 1960 hatte Ramón Mercader seine Gefängnisstrafe abgesessen, wodurch er in die Lage versetzt wurde, mit einem tschechoslowakischen Pass in die UdSSR zu reisen. Dort, wo sein Bruder Luis weiterhin lebte, ließ er sich mit seiner Frau Roquelia nieder. Ab diesem Zeitpunkt würde Caridad ab und zu in die UdSSR reisen, um ihre Kinder und Enkel zu besuchen. Laut ihrem Sohn Luis gelang es ihr nie, sich an das Leben in der Sowjetunion anzupassen und er spricht ihr den Satz zu „ich tauge nur dazu, den Kapitalismus zu zerstören, aber nicht dazu, den Kommunismus aufzubauen“. Trotz aller Anstrengungen, die ihre Kinder unternahmen, um Caridads Besuche komfortabler zu gestalten, war dies nie von Erfolg gekrönt. Luis zufolge kam es nie dazu, dass sie sich das Scheitern des Kommunismus oder die Tatsache eingestand, dass sie „für eine Utopie“ gekämpft hatte. Er fügte auch hinzu, dass sie „krank, vollkommen entmutigt und desillusioniert, nach Paris zurückkehrte. Aber sie blieb starrsinnig Kommunistin, im Glauben an dessen Lehre und vergötterte Stalin“.
Die letzten Jahre ihres Lebens wurde sie von ihrem Sohn Jorge und ihrer Schwiegertochter Germaine gepflegt. Sie starb 1975, im Alter von 82 Jahren, wenige Monate vor dem Tod des Diktators Francisco Franco in Spanien. Sie wurde auf dem Pariser Pantin-Friedhof beigesetzt, in einem Grab, das sie mit ihrem Schwiegersohn, dem Ehemann ihrer Tochter Montserrat, teilt. Die sowjetische Botschaft in Paris übernahm die Trauerfeier und die Bestattung.

### Bücher
Primärliteratur
- Guillermo Cabrera Infante: Vidas para leerlas. Santillana, Madrid 1998, ISBN 84-204-8369-9.
- Cámara de Diputados del Congreso de los Estados Unidos Mexicanos: Diario de los debates de la Cámara de Diputados del Congreso de los Estados Unidos Mexicanos. Legislatura XXXVI – Año III – Período Ordinario. In: Diario de los debates. Nr. 15, 17. November 1936 (Online).
- Jaume Cañameras: Conversa amb Bartolí (= Biblioteca Serra d'Or). Publicacions de l’Abadia de Montserrat, 1990, ISBN 84-7826-182-6 (eingeschränkte Vorschau in der Google-Buchsuche).
- Lázaro Cárdenas: Apuntes: una selección. Universidad Autónoma Nacional de México (UNAM), 2003, ISBN 970-32-0783-9 (books.google.es).
- Georgi Dimitrov: The diary of Georgi Dimitrov, 1933–1949. Hrsg.: Ivo Banac. Yale University Press, 2003, ISBN 0-300-13385-5 (books.google.es).
- André Jacquelin: Espagne et liberté: le second Munich. Éditions de Kérénac, 1945 (books.google.es).
- Luis Mercader, Germán Sánchez, Rafael Llanos: Ramón y Mercader: mi hermano: cincuenta años después. Espasa Calpe, S.A., 1990, ISBN 84-239-2228-6 (books.google.es).
- Teresa Pàmies: Cuando éramos capitanes: Memorias de aquella guerra. Trad.:Ramón Bech Taberner. 2. Auflage. Dopesa, Madrid / Barcelona 1975, ISBN 84-7235-195-5.
- Concepción Ruiz-Funes Montesinos, Enriqueta Tuñón: Palabras del exilio 2. Final y comienzo: el Sinaia. Instituto Nacional de Antropología e Historia, 1982 (Online).
- Pawel Anatoljewitsch Sudoplatow, Anatoly Sudoplatov: Special Tasks. The Memoirs of an Unwanted Witness – A Soviet Spymaster. Little, Brown and Company, 1994, ISBN 0-316-77352-2.
- Manuel Tagüeña: Testimonio de dos guerras. Oasis, México D.F. 1973.

Sekundärliteratur
- Jean-René Aymes: Francia en España, España en Francia: la historia en la relación cultural hispano-francesa (siglos XIX-XX). Universidad de Salamanca, 2003, ISBN 978-84-7800-678-6.
- Pierre Broué, Emile Témime: The Revolution and the Civil War in Spain. Haymarket Books, Chicago 2008, ISBN 978-1-931859-51-6 (englisch).
- Juan Alberto Cedillo: Los nazis en México. Random House Mondadori, 2013, ISBN 978-6-07311955-9 (spanisch, Google Books).
- Consejo Insular de Ibiza y Formentera: El diputat Josep Ribas Ribas (1763–1831). In: Enciclopèdia d’Eivissa i Formentera. Band IX. Consell Insular d’Eivissa i Formentera, Conselleria de Cultura, Educació i Patrimoni, Eivissa 2006, ISBN 84-88018-16-9, Palerm Vich, Joan Antoni (katalanisch, eeif.es).
- Ángel Luis Encinas Moral: Fuentes históricas para el estudio de la emigración española a la URSS (1937–2007). Exterior XXI, Madrid 2008, ISBN 978-84-612-6429-2 (spanisch, Online [PDF]).
- José Ramón Garmabella: El grito de Trotsky. Debate, Barcelona 2007, ISBN 978-84-8306-696-6 (spanisch).
- Julián Gorkin: Contra el estalinismo. Laertes, 2001, ISBN 84-7584-468-5, Los asesinos de Trotsky (spanisch, Online).
- Javier Juárez: Patria: una española en el KGB. Random House Mondadori, Barcelona 2008, ISBN 978-84-8306-763-5 (Google Books).
- Jacques Kergoat: Marceau Pivert: socialiste de gauche. Editions de l'Atelier, 1994, ISBN 2-7082-3096-4 (französisch, Google Books).
- Lisa Margaret Lines: Milicianas: Women in Combat in the Spanish Civil War. Lexington Books, 2011, ISBN 978-0-7391-6494-5 (englisch, Google Books).
- José Luís Martín Ramos: Pere Ardiaca. Materials per a una biografia. Debarris, 2010, ISBN 978-84-937314-4-1, Pere Ardiaca, 1936–1949 (katalanisch, Online [PDF]).
- William Harrison Richardson: Mexico Through Russian Eyes, 1806–1940. University of Pittsburgh Press, 1988, ISBN 0-8229-7712-5 (englisch, Google Books).
- Albert Royo Campo: L'espionatge soviètic (1917–1945): una forma de control social. Universidad de Lérida, 14. Januar 2013 (katalanisch, Online).
- Mary-Kay Wilmers: The Eitingons: A Twentieth Century Story. Verso Books, 2012, ISBN 1-84467-900-4 (englisch, Google Books).
- Olivia Gall: Trotsky en México. Era, 1991, ISBN 968-411-335-8 (spanisch, Google Books).

### Fachzeitschriften – Presseartikel
- Arbal: Caridad Mercader, mujer ejemplar y heroína auténtica. In: Crónica. Madrid 21. März 1937, S. 5 (spanisch, Online).
- Claudio Albertani: Socialismo y Libertad. El exilio antiautoritario de Europa en México y la lucha contra el estalinismo. 1940–1950. In: Políticas de la Memoria. Nr. 8/9. Centro de Documentación e Investigación de la Cultura de Izquierdas en la Argentina (CeDInCI), 2009, ISSN 1668-4885, S. 131–139 (spanisch, Online [PDF]).
- Matías Barchino: Mujer de terciopelos y armaduras: la mujer nueva y La Pasionaria en la literatura chilena sobre la guerra civil española. In: Revista Letral – Revista Electrónica de Estudios Transatlánticos de Literatura. Nr. 10. Universidad de Granada, 2013, ISSN 1989-3302 (spanisch, Online).
- Lluís Bonet Mogica: El asesino de Trotski. In: La Vanguardia. 4. Dezember 1996 (spanisch, Online [PDF]).
- Fabienne Bradu: Bartolomeu Costa-Amic. In: Vuelta. Band 21, Nr. 253, 1997, ISSN 0185-1586, S. 41–45 (spanisch, Online [PDF]).
- Gustavo Cangiano: Revelaciones exclusivas acerca de cómo la Unión Soviética y los Partidos Comunistas organizaron el asesinato de León Trotsky. In: Izquierda Nacional. 7. April 2010 (spanisch, Online).
- Jorge Domingo Cuadriello: Reseñas de libros: El hombre que amaba a los perros. In: Espacio Laical. Nr. 20, 2009 (spanisch, Online [PDF]).
- Rodrigo Fernández: Dos españoles quisieron acabar con Trotski antes que Mercader. In: El País. 16. November 1997 (spanisch, Online).
- David García Colín: Un mal libro de memorias y el asilo de Trotsky en México. In: La Izquierda Socialista. Corriente Marxista Internacional, 2012 (spanisch, Online).
- Luis Goytisolo: La Habana de un Infante en nada difunto. In: El País. 25. April 2010 (spanisch, Online).
- Fernando Hernández Sánchez: Jesús Hernández, pistolero, ministro, espía y renegado. In: Historia 16. Nr. 368, 2006, ISSN 0210-6353, S. 78–89 (spanisch, Online).
- Fernando Hernández Sánchez: Las siete pruebas de Enrique Lister (1907–1994). In: Historia 16. Nr. 388, 2008, ISSN 0210-6353, S. 84–101 (spanisch, Online).
- Fernando Hernández Sánchez: El Exilio y México-España, siglo XX. In: Seminario. Centro de Investigaciones Históricas de la Democracia Española (CIHDE), 15. Januar 2008 (spanisch, Online).
- Joaquim Ibartz: Diez años para averiguar una identidad. In: La Vanguardia. 28. Juli 1990 (spanisch, Online [PDF]).
- Isaac Don Levine: Secrets of an Assassin. In: Life. 28. September 1959, S. 104–122 (englisch, Google Books).
- Gregorio Luri: La infiltrada. In: El Café de Ocata. 3. Januar 2013 (spanisch, Online).
- Gregorio Luri: L’amor perdut de Caritat Mercader. In: Ara. 3. Februar 2013 (katalanisch).
- Gregorio Luri: Caritat Mercader, una revolucionària amb sabates de pell de serp. In: Ara. 7. April 2013 (katalanisch).
- Gregorio Luri: Caridad, con otra mirada. In: Ara. 24. Januar 2014 (spanisch, Online).
- Miguel Marco Igual: Los médicos republicanos españoles exiliados en la Unión Soviética. In: Medicina & historia: Revista de estudios históricos de las ciencias médicas. Nr. 1, 2009, ISSN 0300-8169, S. 1–15 (spanisch, Online [PDF]).
- Caridad Massón Sena: Marinello y la República Española. In: Revista de la Biblioteca Nacional José Martí. Nr. 1–2, 2007, ISSN 0006-1727, S. 131–143 (Online [PDF]).
- Angela Mendes de Almeida: O homem incapaz de matar cachorros. In: Passa Palavra. 13. März 2014 (portugiesisch, Online).
- Luis Mercader: Puntualizaciones al asesinato de Trotski. In: El País. 8. Mai 1994 (spanisch, Online).
- Jean-Dominique Merchet: Paris en guerre froide. In: Libération. 9. November 2009 (französisch, Online).
- Leonardo Padura: La última hora de Caridad Mercader. In: Espacio Laical. Nr. 15, 2008 (spanisch, Online [PDF]).
- Luis Reyes: El más secreto héroe de la Unión Soviética. In: Tiempo de hoy. Nr. 1637, 7. Februar 2014, ISSN 0213-1951, S. 66–69 (spanisch, Online).
- Javier Rubio Navarro: Caridad Mercader. In: Muy (interesante) Historia. Nr. 24, 2009 (spanisch, Online).
- Guillermo Sheridan: Rescatando a Mercader (un episodio del espionaje soviético en México). In: Letras Libres. 2006 (Online).
- Francesc Valls: "Me ha hecho sufrir más la desconfianza que la tortura". In: El País. 13. Oktober 1998 (spanisch, Online).
- Francesc Valls: Sebastià Piera, histórico del PSUC y soldado de élite. In: El País. 12. März 2014 (spanisch, Online).
- Lev Voroviev: L'assassinat de Trotsky décrit par ses assassins. In: Critique communiste. 1998 (französisch, Online). aus dem Russischen übersetzt von Jean-Michel Krivine

### Dokumentarfilme
- López-Linares, José Luis, Rioyo, Javier (dir.): Asaltar los cielos. Spanien 1996 (spanisch).